# لويس ريكاردو فاليرو
لويس ريكاردو فاليرو (بالأسبانية: Luis Ricardo Falero) (23 مايو 1851-7 ديسمبر 1896)، دوق لابرانزانو، رسامًا ومخترعًا ومهندسًا إسبانيًا يُنسب إلى تقاليد ما بعد الرومانسية أو «الرومانسية المتأخرة» من النصف الثاني من القرن التاسع عشر. تخصص في رسم المواضيع الأسطورية والاستشراقية والفانتازية بأسلوب ميزه عن بقية فنانين عصره. أدى ميله الخاص للتمثيل من خلال الرسم الدقيق ودقة التصوير الفوتوغرافي تقريبًا في معالجة مواضيع العراة إلى أن يوصف بأنه «رسام قريب من المواد الإباحية» وبالتالي لا يعرف عنها إلا القليل لعامة الناس،  أثناء وجوده في لندن، مع استثناءات قليلة من النقاد، تلقى استقبالًا ممتازًا. كانت لوحاته تُعرض في الغالب ضمن مجموعات خاصة في أوروبا والولايات المتحدة.

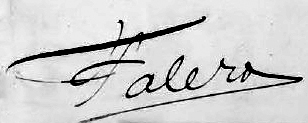
توقيع الفنان.

كمخترع ومهندس، كان مؤسس الجمعية الدولية للكهربائيين وعضوًا في جمعية الكهرباء البلجيكية، وكذلك البادئ بإجراء جديد للإعداد الصناعي للأكسجين (1874) والعديد من المولدات، أحدها تم تقديمه إلى الجمعية المذكورة أعلاه، تم اكتشاف اهتمام ملحوظ لفاليرو أيضًا في دراسة تأثيرات الضوء (تتجلى في بعض المؤلفات مثل «الجمال النائم»، من عام 1880)، وكذلك في الرياضيات وعلم التنجيم والظواهر الخارقة أو السحر المرئي في جزء كبير من أعماله. خاصة طوال مرحلة نضجها.

## السيرة الشخصية

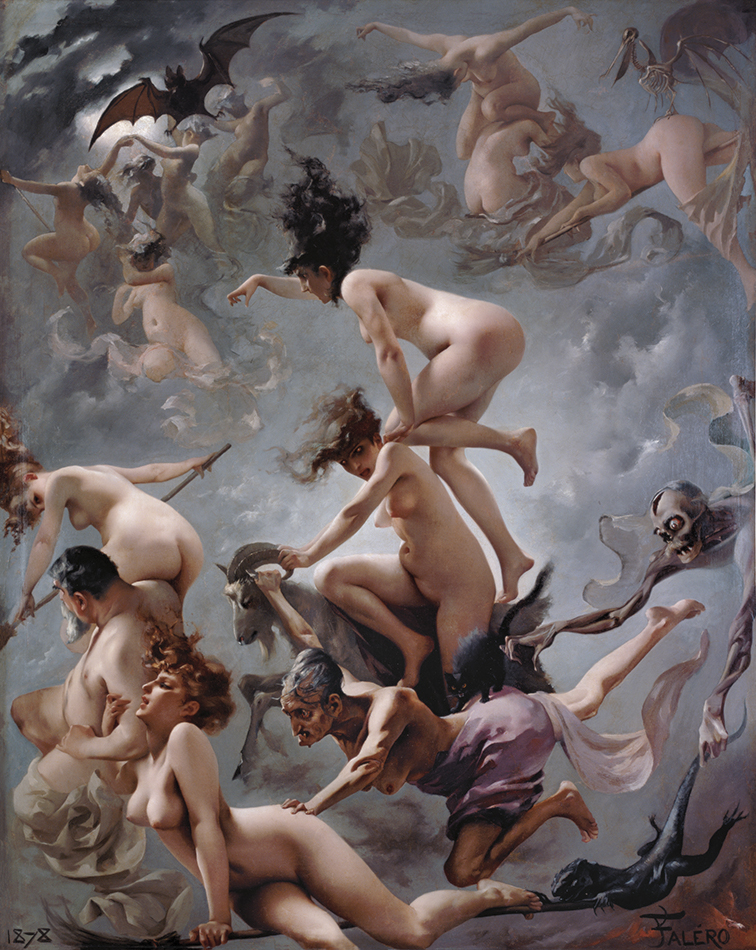
رحيل الساحرات بريشة فاليرو 1878 ملكية خاصة

ولد فاليرو في غرناطة وعمل في الأصل في البحرية الإسبانية، لكنه استسلم لخيبة أمل والديه. وسافر على الأقدام إلى باريس حيث درس الفن والكيمياء والهندسة الميكانيكية. كانت التجارب التي اضطر إلى إجرائها خطيرة، مما دفعه إلى اتخاذ قرار بالتركيز على الرسم وحده. كان أحد تلاميذ جبرائيل فيرير. بعد باريس، درس في لندن، حيث استقر في النهاية.
كان لدى فاليرو اهتمام خاص بعلم الفلك ودمج الأبراج السماوية في العديد من أعماله، مثل لوحة «زواج مذنب» و «وتوئم النجوم». كما أدى اهتمامه ومعرفته بعلم الفلك إلى توضيح أعمال كميل فلاماريون. في عام 1896 ، عام وفاته، رفعت «مود هارفي» دعوى قضائية ضد فاليرو بسبب أبوته. زعمت الدعوى أن فاليرو قام بأغوائها عندما كانت في السابعة عشرة من عمرها، وعملت في البداية كخادمة منزل، ثم عارضة أزياء. عندما اكتشف أنها حامل، طردها. فازت بالقضية وحصلت على خمسة شلن أسبوعياً لدعم طفلهما.
توفي فاليرو في مستشفى يونيفرسيتي كوليدج بلندن عن عمر يناهز 45 عامًا.

## الحياة

### التعلم (1851 - 1867)
لويس ريكاردو هو ابن عائلة من الطبقة العليا من غرناطة شكلها «خوسيه ماريا فاليرو» و«خوانا أديلايدا كانديلاريس» الذي تزوجا في المدينة في 6 ديسمبر 1847. في سن السادسة المبكرة، أرسل والديه الطفل الصغير إلى كلية ريتشموند في لندن حيث درس في دورتين دراسيتين اللغة الإنجليزية وفن الرسم بالألوان المائية. بعد أن أقام لأول مرة في باريس حوالي عام 1866 ، عاد إلى إسبانيا. للاعتراض على ممارسة المهنة العسكرية (تحديدًا في البحرية) التي كان والداه قد عيّناه من أجلها.

### البقاء في باريس (1866-1887)
لكن مهنته الفنية كانت مكثفة لدرجة أنه تخلى عن دراسته العسكرية في سن السادسة عشرة ليعود سرًا إلى العاصمة الفرنسية حيث عمل لكسب لقمة العيش من خلال رسم صور بالقلم الرصاص جمع نشاطه مع دراسته ككيميائي ومهندس صناعي. في المتحف الوطني للتاريخ الطبيعي في باريس. وأصبح مؤسسًا للجمعية الدولية للكهربائيين وعضوًا في جمعية الكهرباء البلجيكية، مما أدى على المدى الطويل إلى إلحاق ضرر كبير بعدد الأعمال المنجزة من قبله، على الرغم من أن جعله إدراك سلسلة من التجارب، والتي كان بعضها على وشك أن يودي بحياته، يعود إلى ممارسة التصوير. أثناء وجوده في المدينة (حيث أقام صداقة معينة مع الكاتب والعالم كميل فلاماريون الذي سافر معه إلى كوت دازور وقام بعمل رسوم توضيحية لبعض كتبه لنشر علم الفلك) وزير الفنون الجميلة والجنرال آنذاك جان بابتيست فيليبرت فيلانت كلفه برسم صور لجميع مكونات وزارته، بما في ذلك الكاتب والمؤرخ المعروف جان دي فاليز.
كما ارتبط في هذا الوقت بسلسلة من الفنانين الإسبان المقيمين في ذلك الوقت في باريس مثل الرسام أيضًا فيسينتي بالمارولي، وعازف الجيتار لورنزو باغانز وعازف البيانو ماريو كالادو، والملحن الرومانسي الفرنسي بنيامين جودار والكاتب الإيطالي أنجيلو دي جوبرناتيس. الذي قال عنه فاليرو بأنه «إسبانيًا، بفضل النساء، أصبح باريسيًا».
فيما يتعلق بلوحاته في هذه السنوات، تجدر الإشارة إلى «المرأة المصرية ذات القيثارة» (1874)، حيث لا تزال هناك آثار لبعض الكلاسيكية الجديدة، والتي سيتبعها لاحقًا استمرار إنتاج سلسلة من المؤلفات واللوحات التي تم صنعها بشكل أساسي بواسطة الزيت على قماش. تم عرض جزء كبير منها في طبعات متتالية لما يسمى بصالونات باريس المنظمة من 1877 إلى 1886 ، باستثناء تلك التي عقدت في عام 1884 والتي قدمت فيها لوحات الساحرة.

### الانتقال إلى لندن والوفات (1887-1896)
على الرغم من حصوله على تقييمات جيدة للغاية، خاصةً نتيجة حضوره لصالونات باريس المذكورة أعلاه من عام 1877 وحتى رؤية بعض أعماله التي أستنسخت في منشورات مختلفة في ذلك الوقت، «لا شك في أنه بسبب ميوله المتقدمة وميله المؤكد إلى الشهوانية التي كثيرًا ما تحول طبيعة أسلوبه إلى المواد الإباحية»، في عام 1887 قرر الانتقال إلى لندن حيث تزوج بعد عامين من الفتاة الإيطالية الشابة، التي تصغرها بأربعة عشر عامًا، «ماريا كريستينا سبينيلي».
في نفس الشارع أقام به الرسام البلجيكي المثير للجدل رودولف بلايند (الذي قدم للمحاكمة في عام 1892 بسبب المعرض العام للوحة بعنوان The World's Desire التي ظهرت فيها امرأة عارية والتي تم استدعاء فنانين بارزين آخرين مثل فورد مادوكس براون لتقديمه أفادة) كذلك فريدريك جودال وفاليرو نفسه، آرثر هاكر، ألفريد والتر بايز، ثيودور ماتيسدورف والنحات المعروف باسم مدام يامباكو).
من بين اللوحات الأخرى التي تم رسمها في ذلك الوقت، توجد بيانات عن تلك التي تحمل عنوان «زودياك وإيريس وفيبوس» المعروضة في غرفة خاصة في شيفيلد في يناير 1887 ، «تجربة القديس أنطونيوس»، التي عُرضت في نفس العام. «نساء عاريات تطفو في السماء» في معرض ووكر للفنون في ليفربول في سبتمبر 1888 ، «مذنب يعبر الأبراج» عُرض في عام 1892 في معرض ليفورد في شارع بيكاديللي، وعرضت «رموز الرسم والنحت» في الأكاديمية الملكية للفنون في عام 1893 ، وقطعة دينية بعنوان مريم المجدلية،  إلخ.

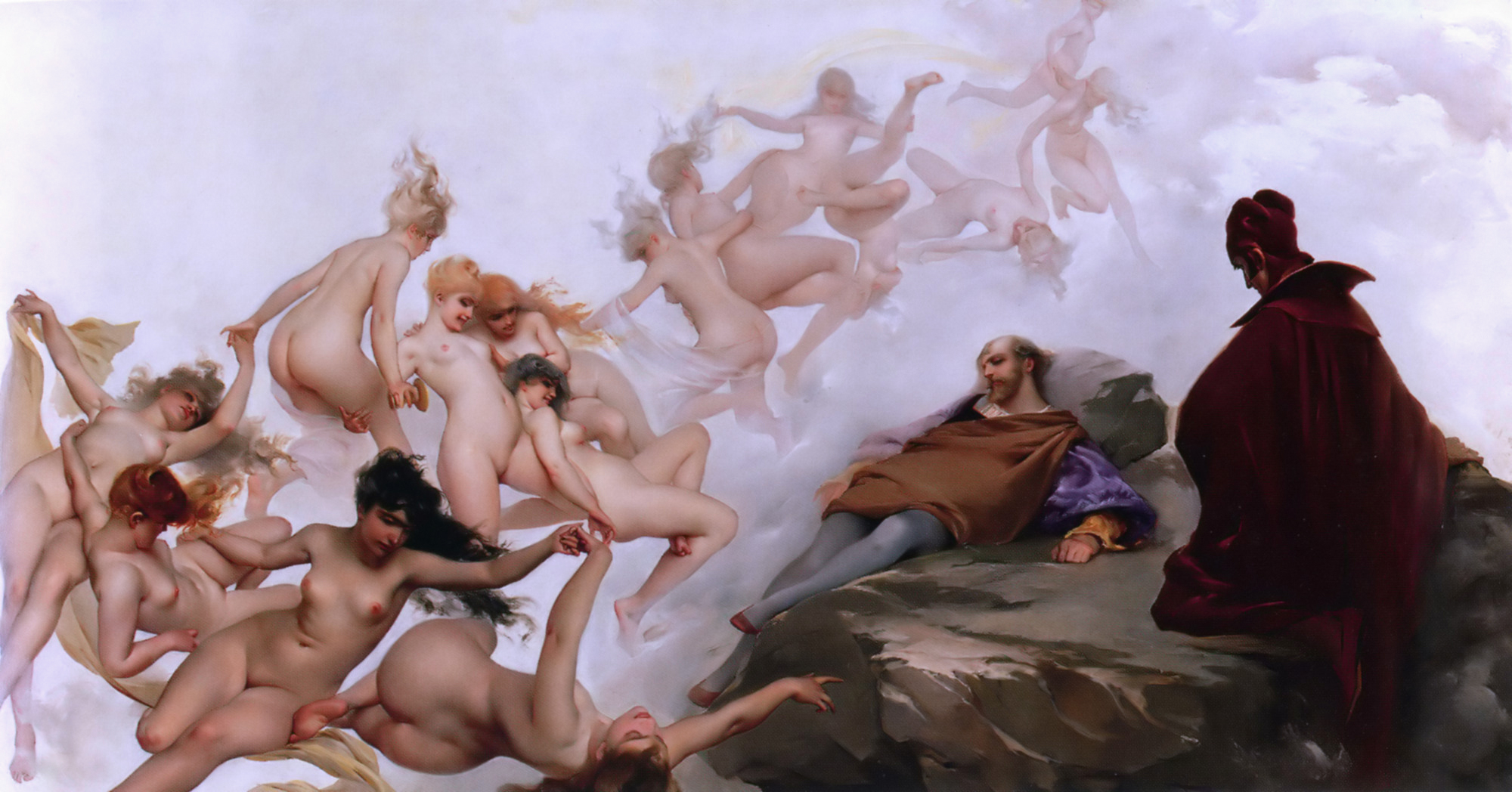
حلم فاوست ، بريشة فاليرو 1880

ومع ذلك، قبل عامين من وصوله إلى المملكة المتحدة، أتيحت للجمهور البريطاني بالفعل فرصة مشاهدة بعض أعماله في معرض التاجر والناشر الفرنسي «أدولف جوبيل» في شارع بوند،  ولكن مما لا شك فيه أن أبرز أعمال المؤلف في هذه السنوات كان بعنوان «الكابوس» الذي عُرض في مايو 1888 ، ونتيجة لذلك وصفته الصحافة بأنه «أكثر اللوحات غير العادية الموجودة حاليًا في لندن».
بين مارس وأبريل 1893 ظهر مرة أخرى، هذه المرة في مقر إقامة المهندس البلجيكي ريتشارد فون سولدينهوف الواقع في 91 شارع سانت ماري في كارديف،  وفي هذه الحالة تم الإعلان عنه في الصحافة البريطانية على أنها أللوحة "الأكثر روعة وإثارة ''. من اللوحات التي عرضت في أي وقت مضى في إنجلترا. فيما يتعلق بحياته الشخصية، في يونيو 1894 استأجر مود آني لويز هارفي (خمسة عشر عامًا) كعارضة، جعلها عارياً تمامًا وبعد شهر بدأ علاقة عاطفية معينة اكتشفتها زوجته، لذلك في فبراير من العام التالي تم فصله من العمل. لكن بعد الحمل، بدأ نزاع طويل حول حضانة الطفل
توفي في 7 ديسمبر 1896 في مستشفى الكلية الجامعية بالعاصمة البريطانية عن عمر يناهز الخامسة والأربعين نتيجة لتدخل جراحي فاشل.

## معرض الصور

أستعمال الفضاء في لوحاته
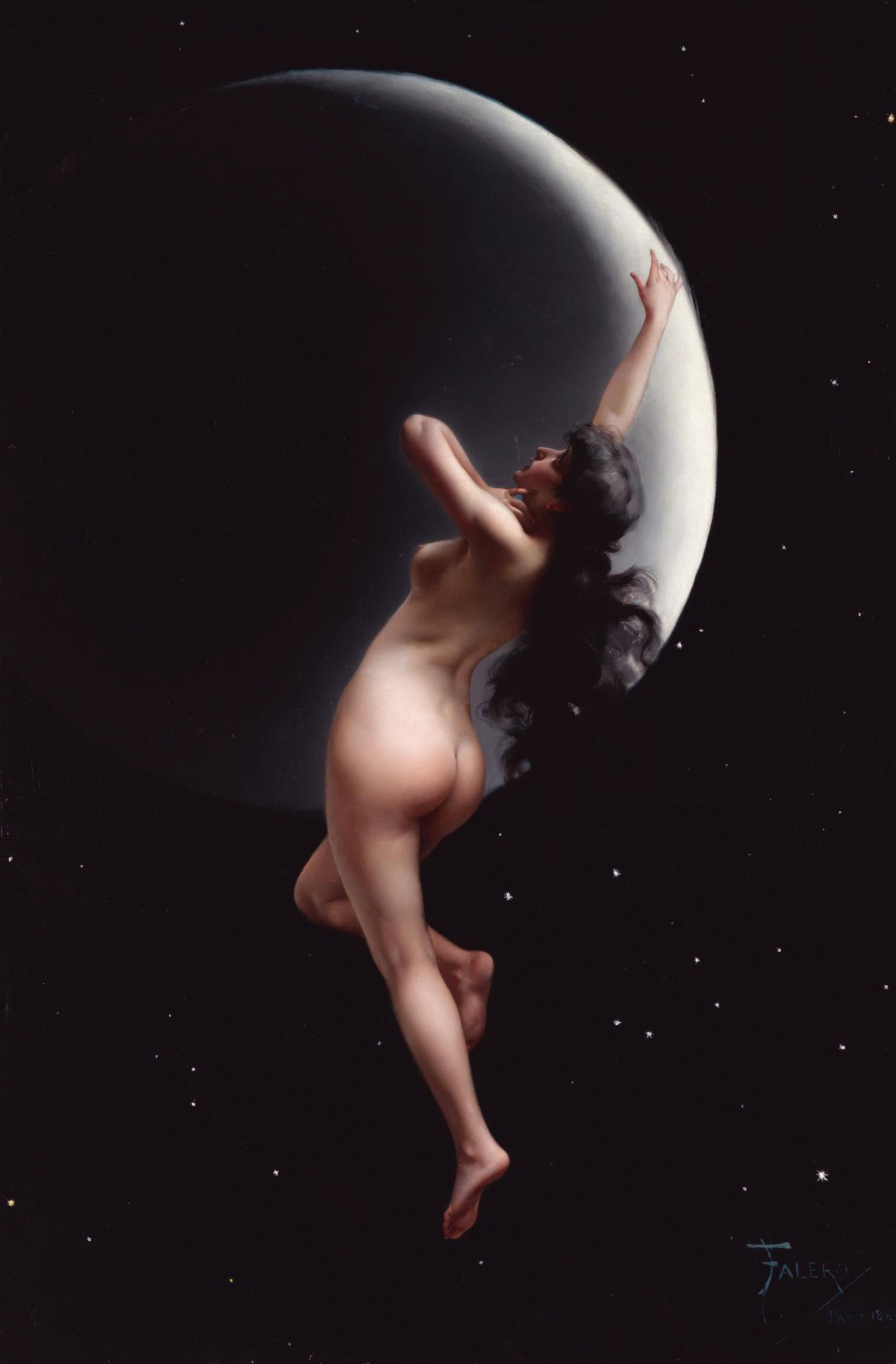
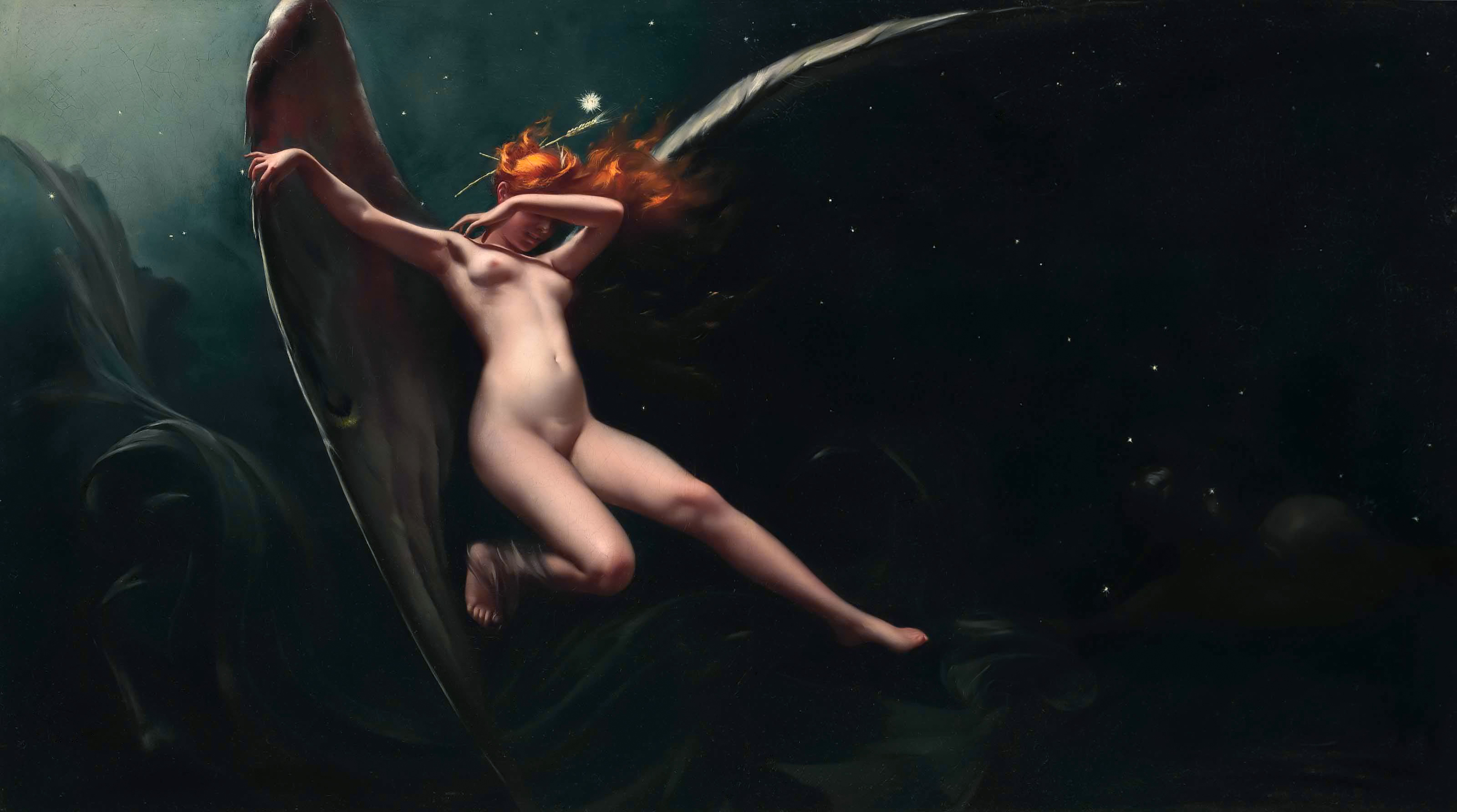
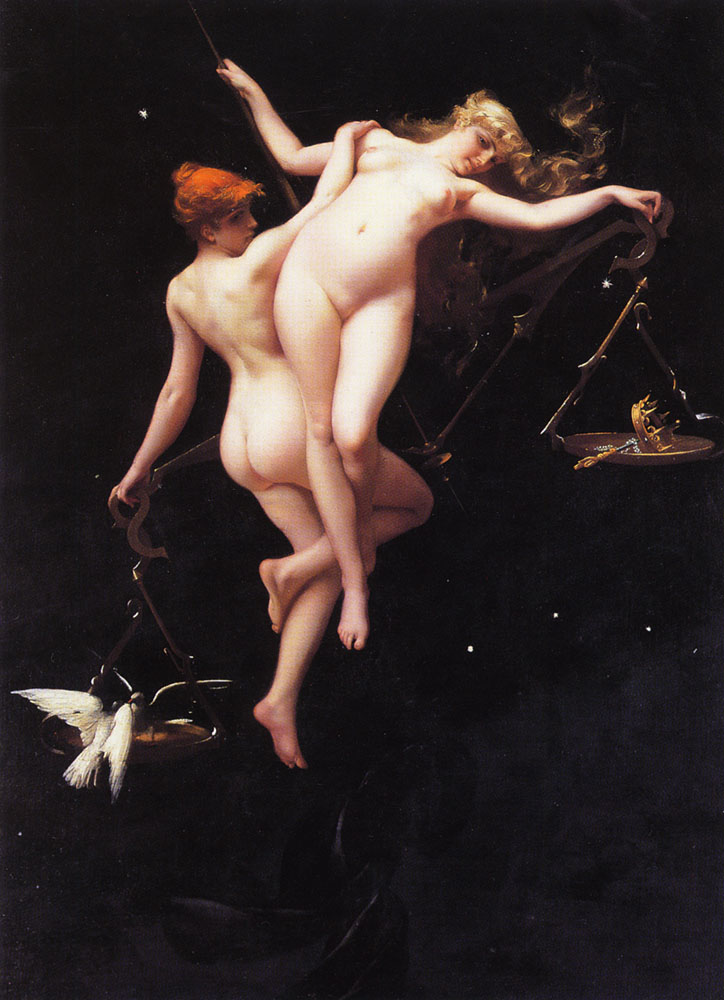

الساحرات
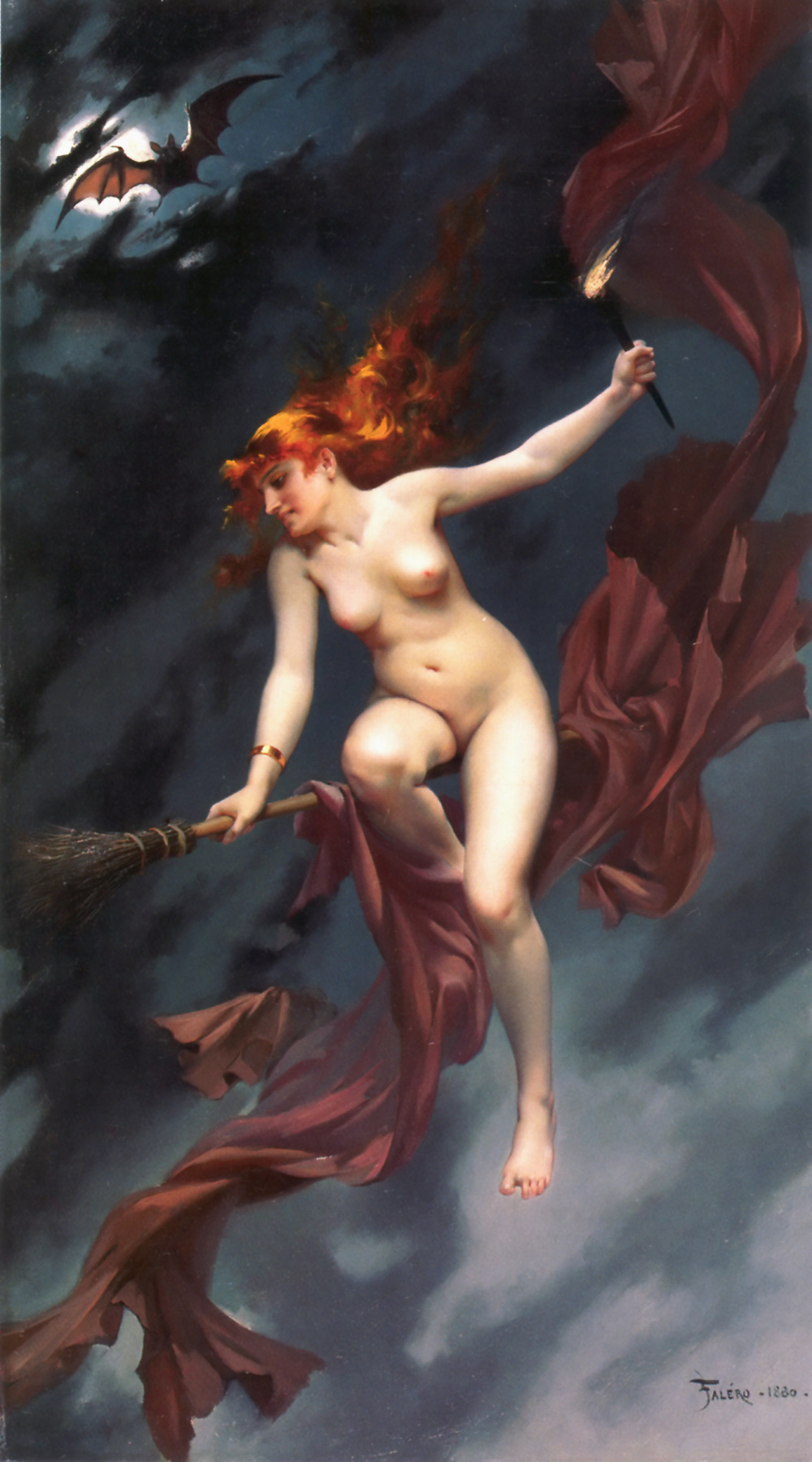
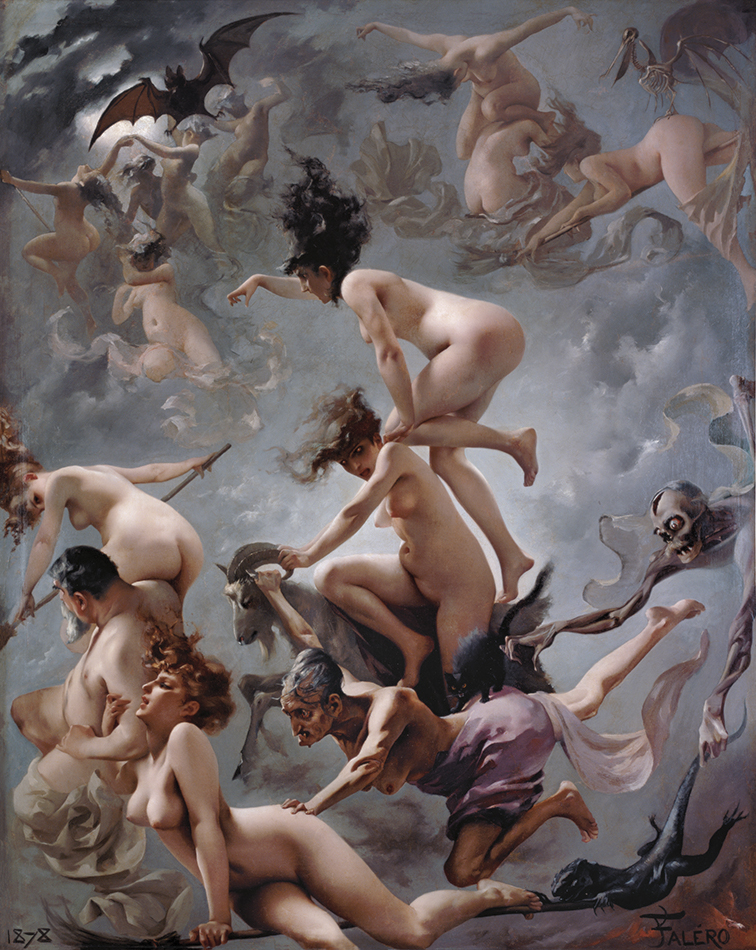
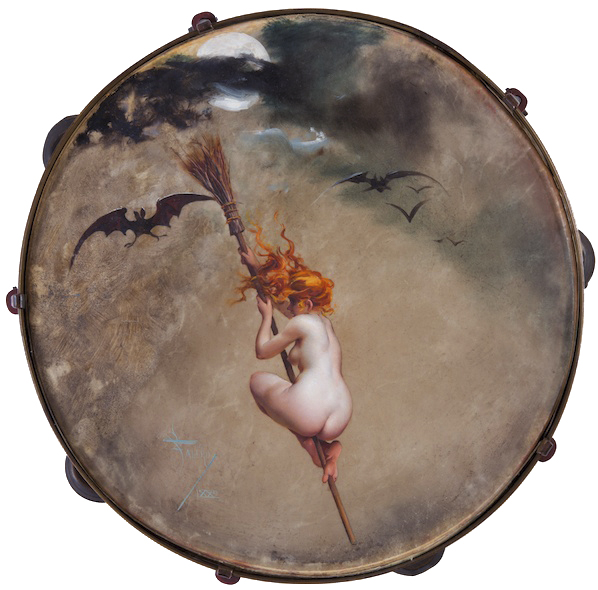

الجنيات
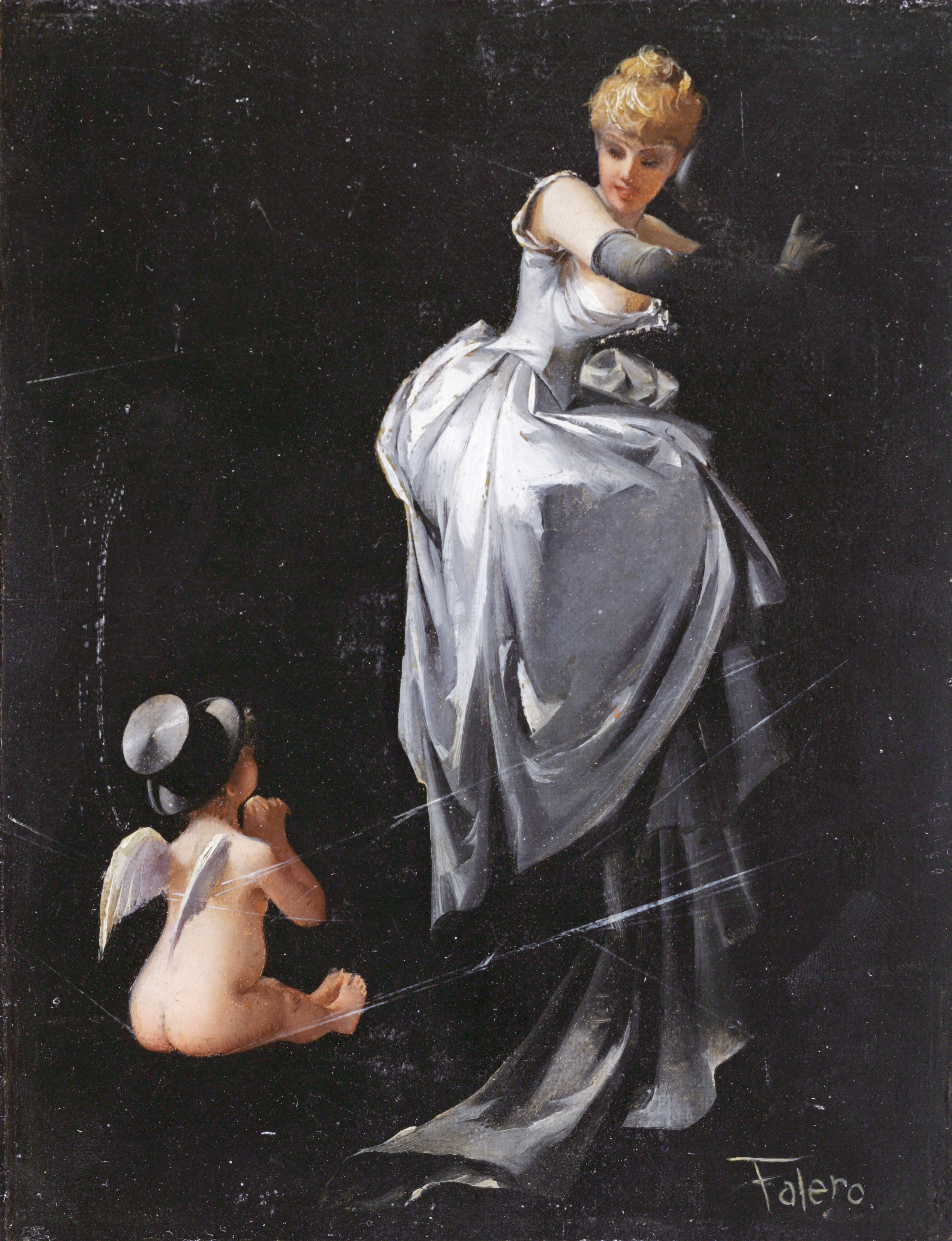
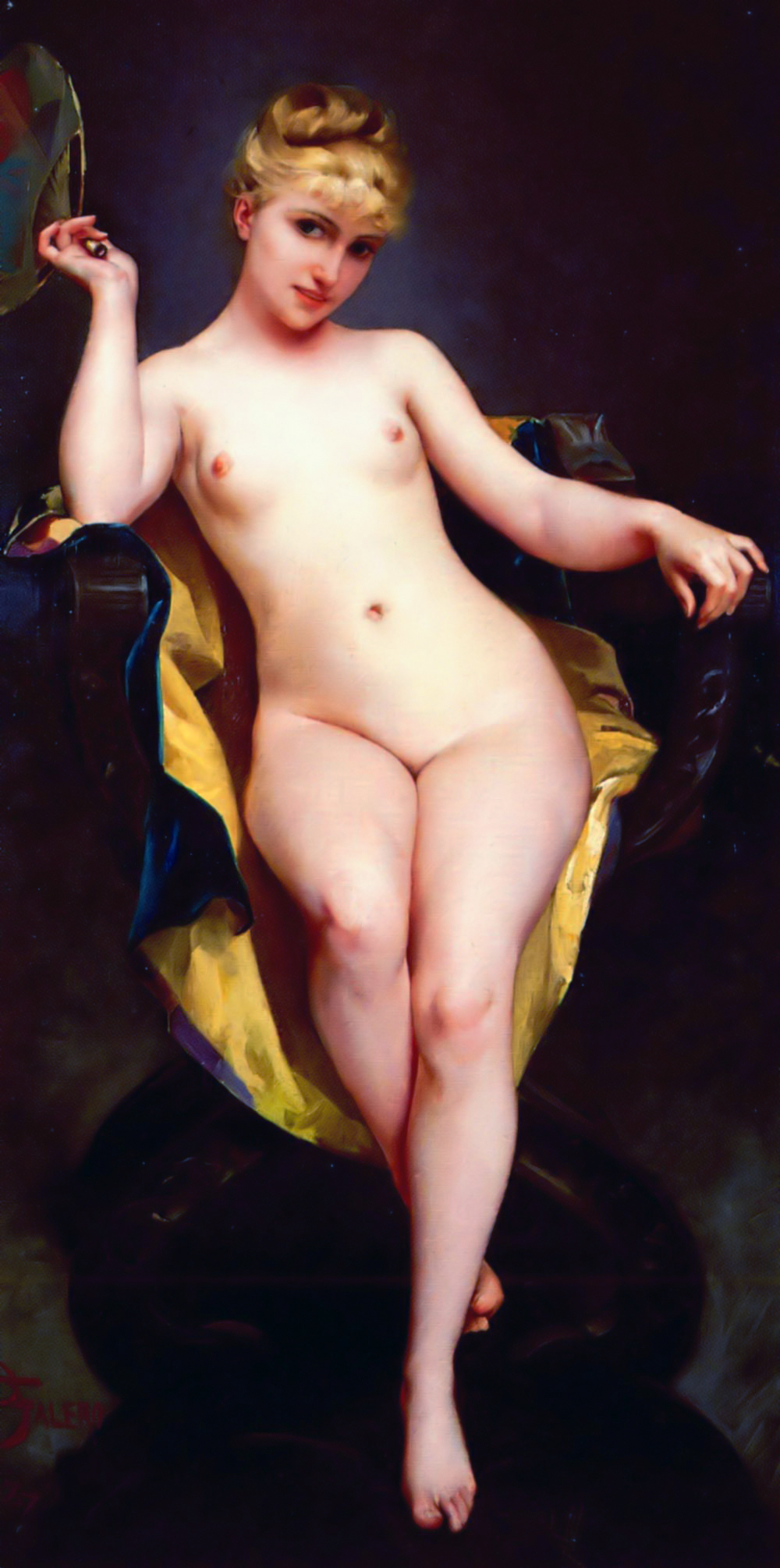
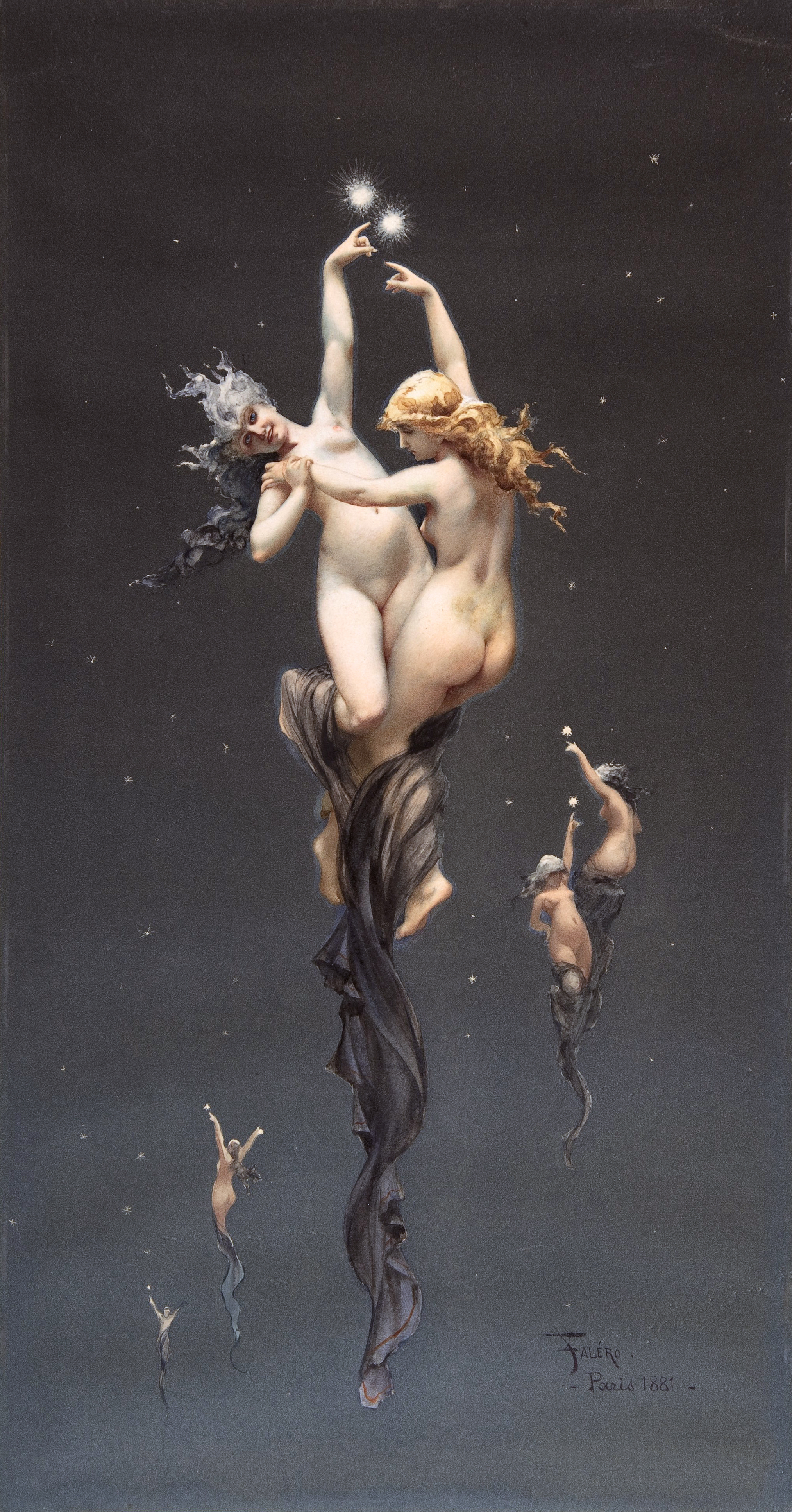
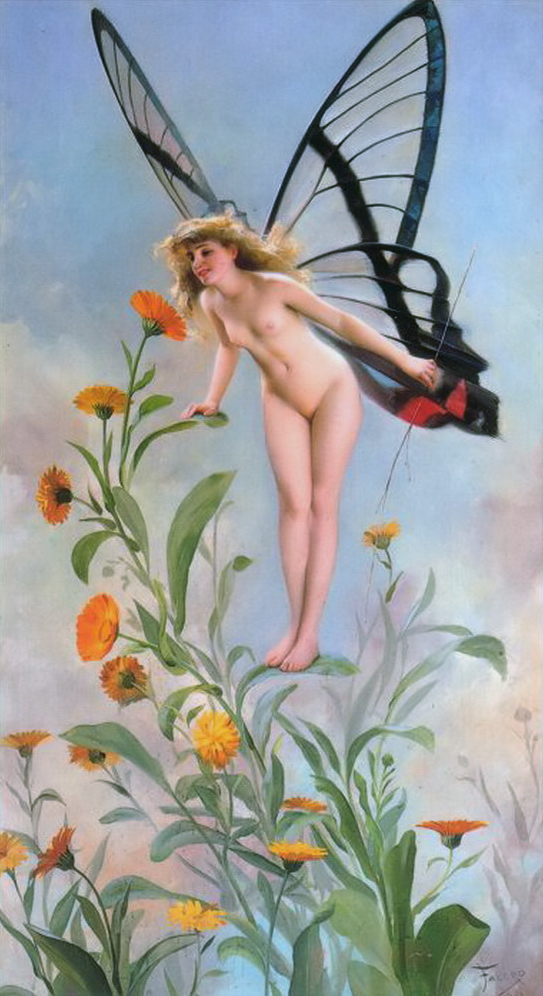
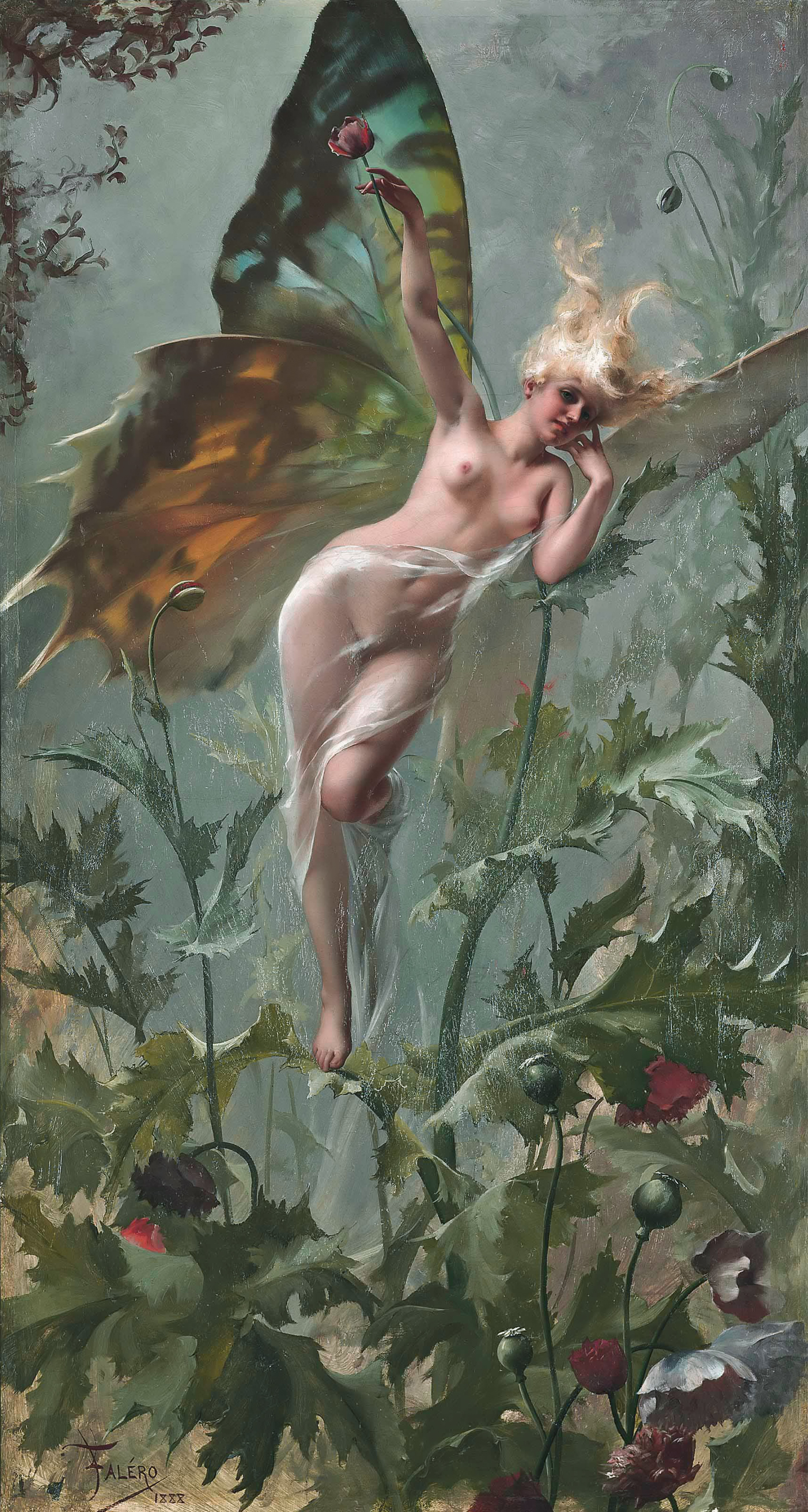
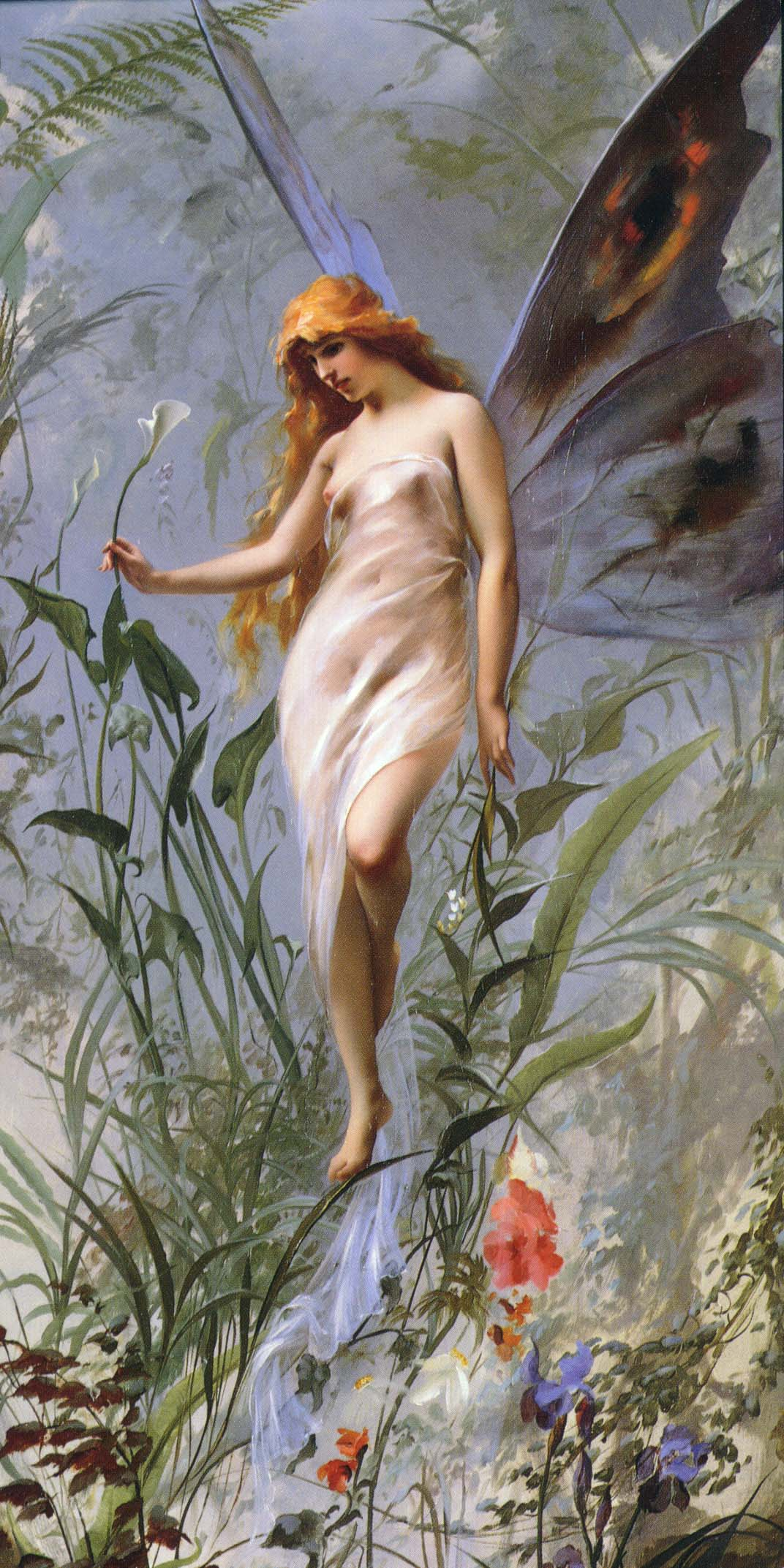
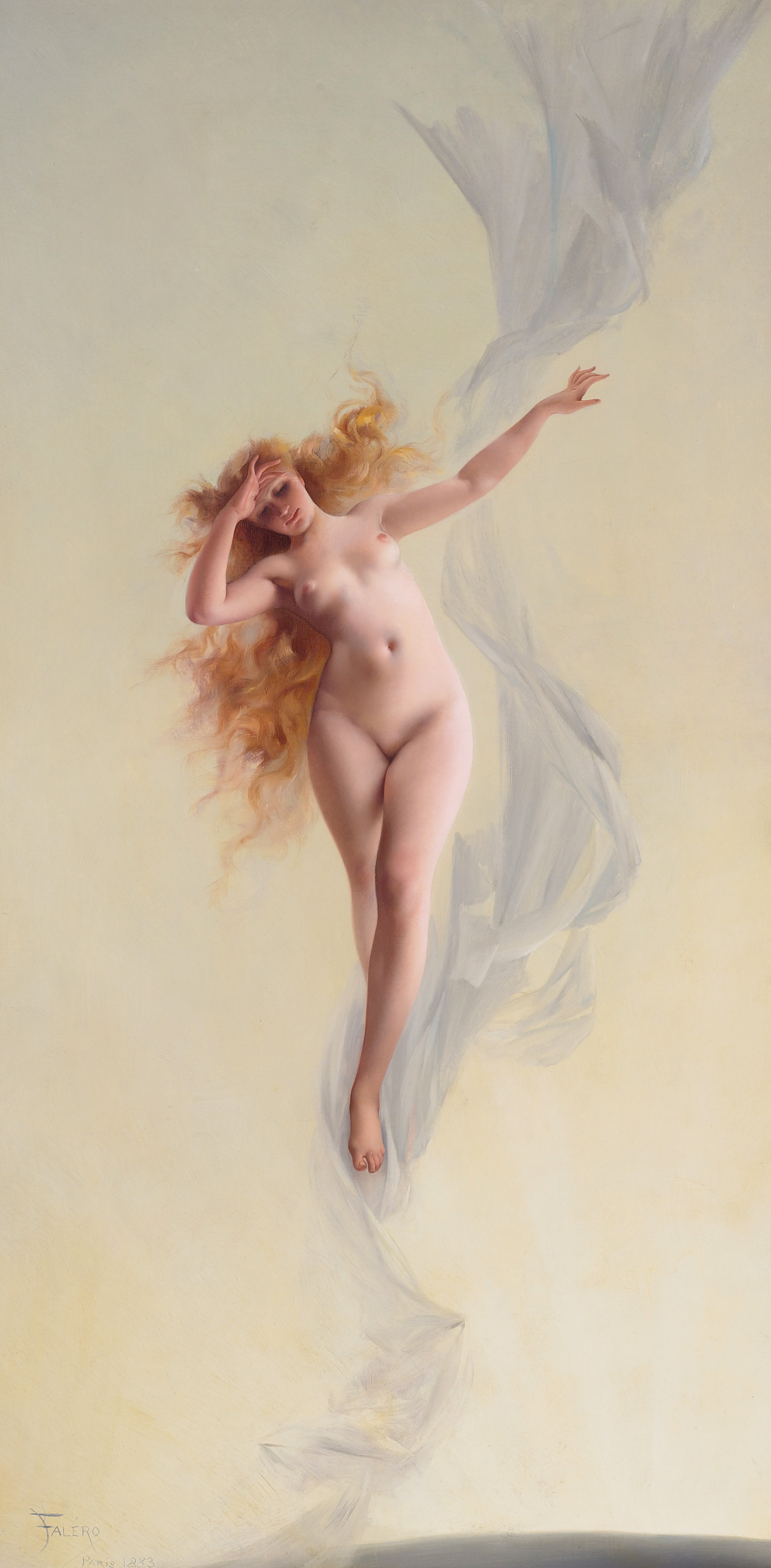
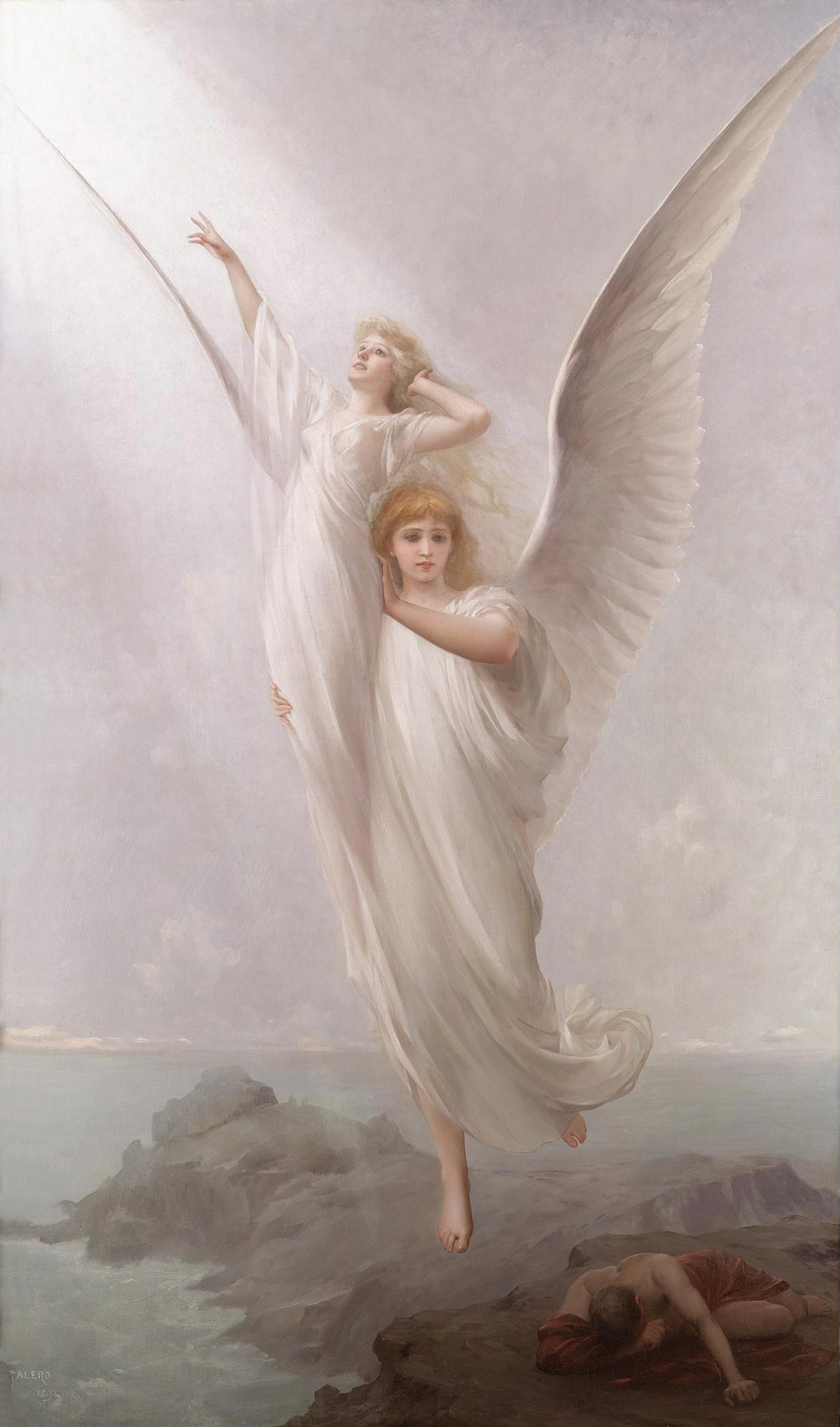
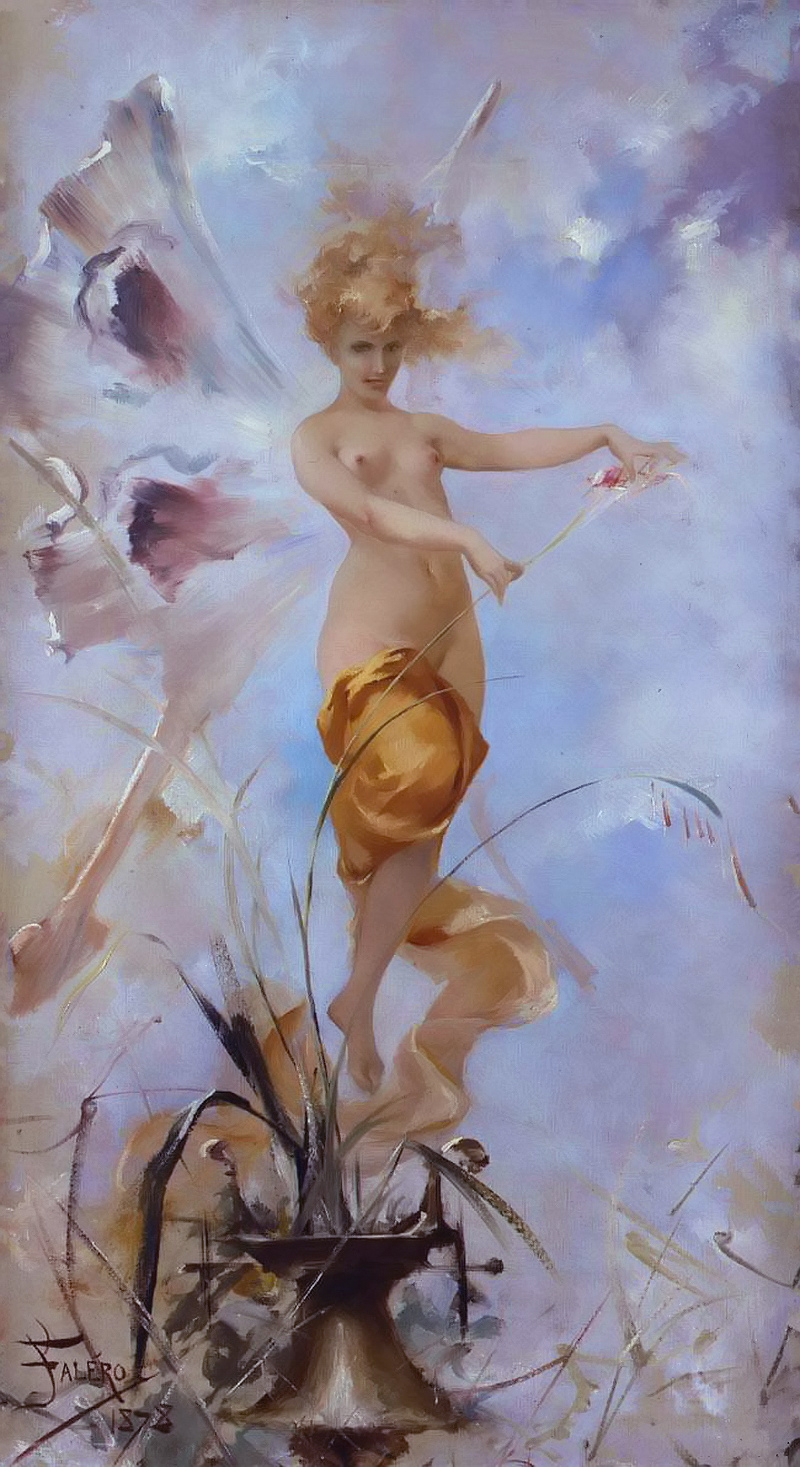
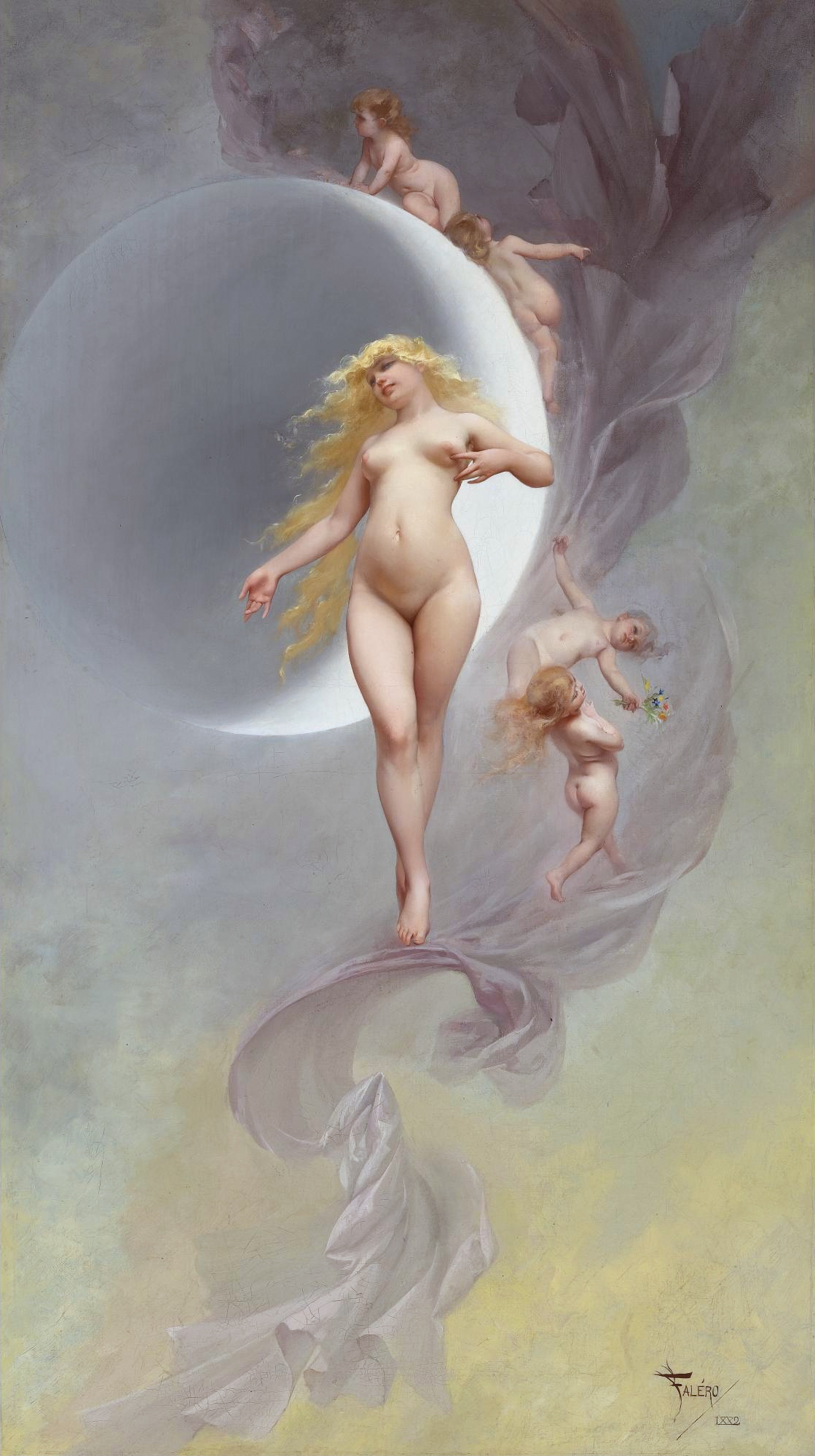

لوحات
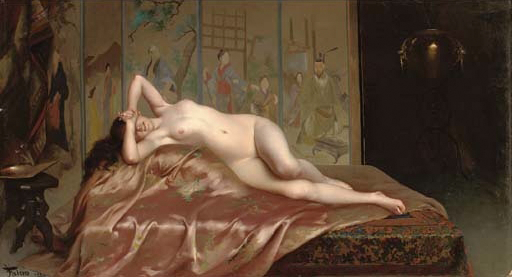
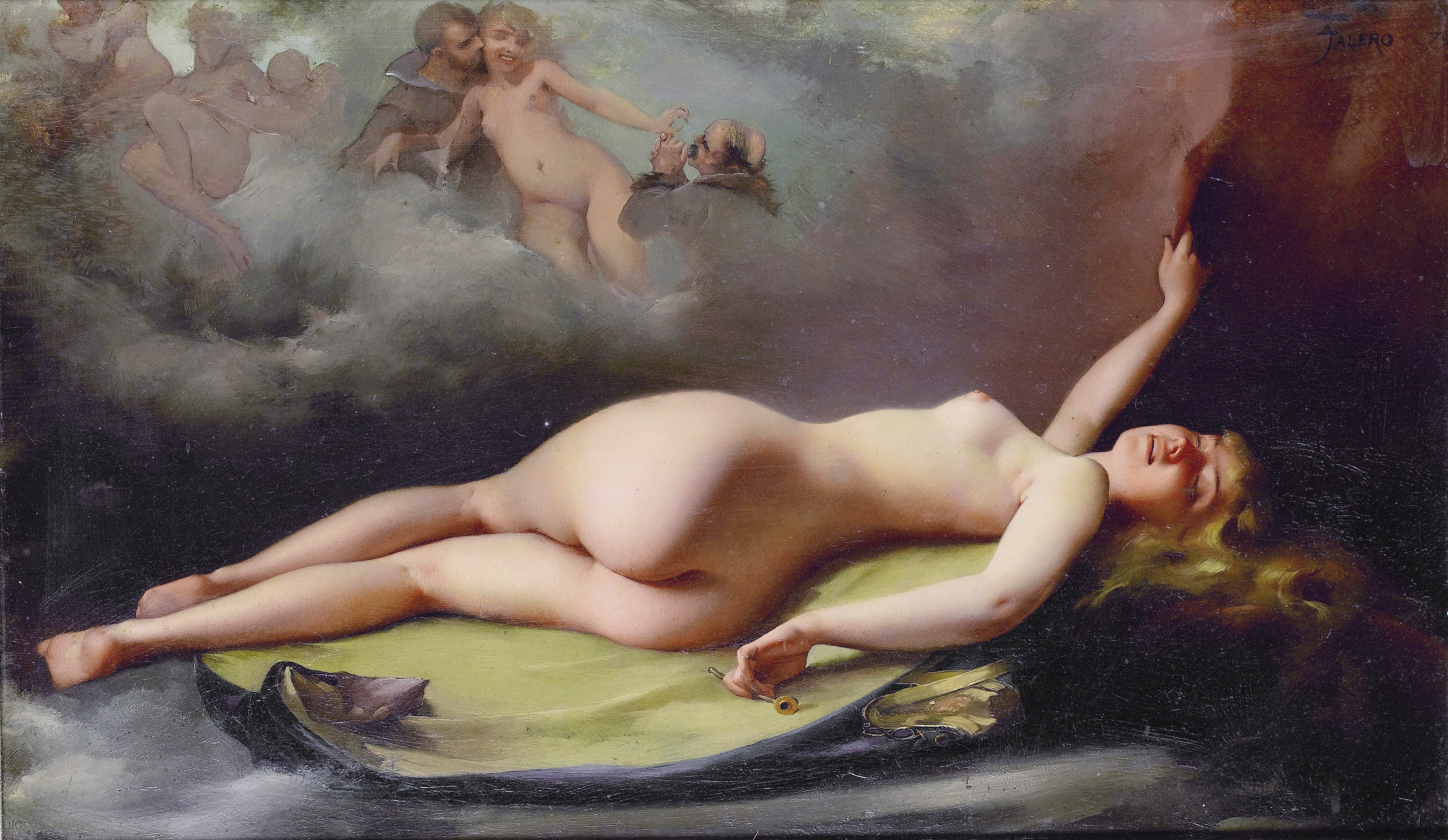
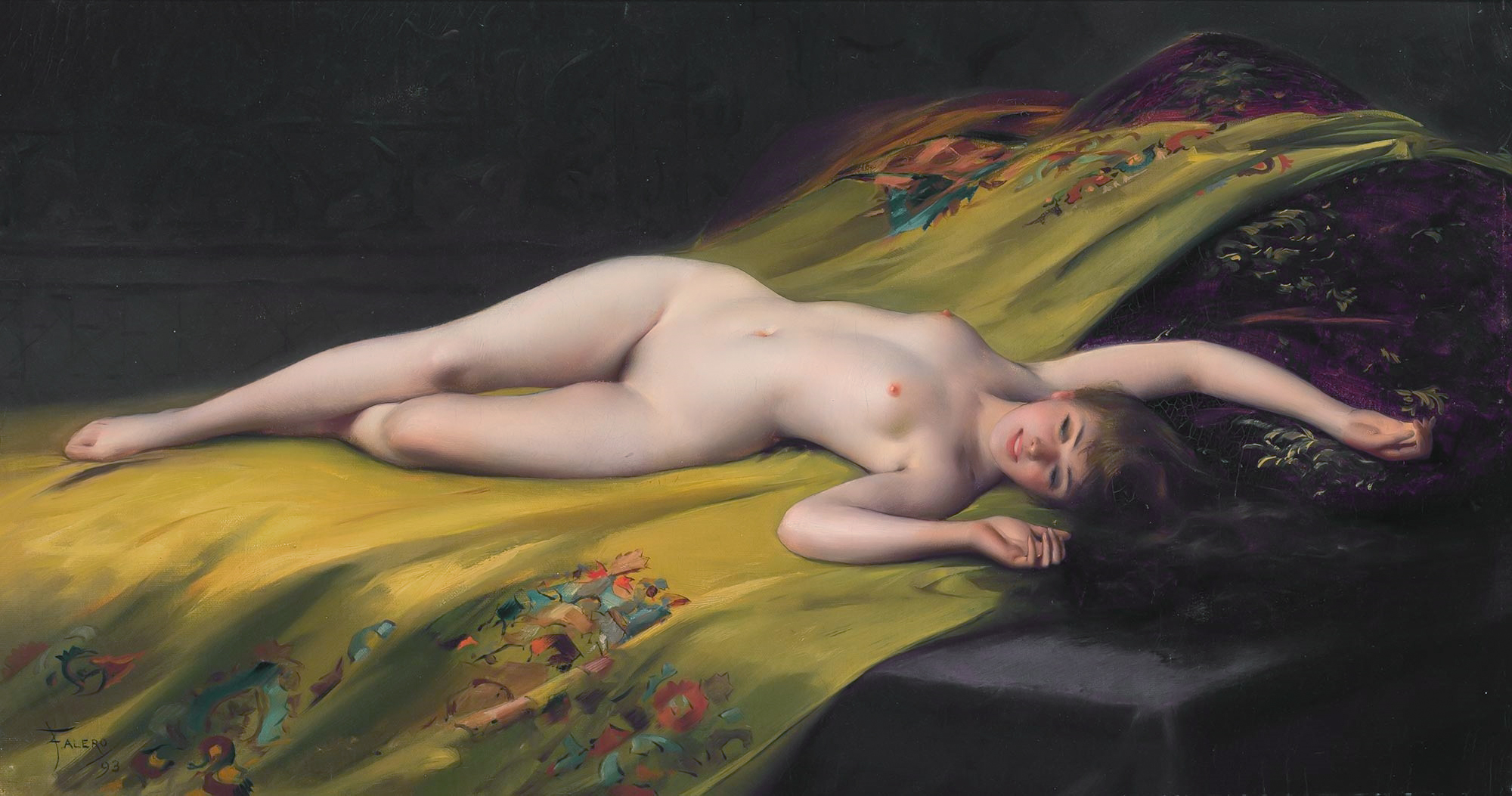
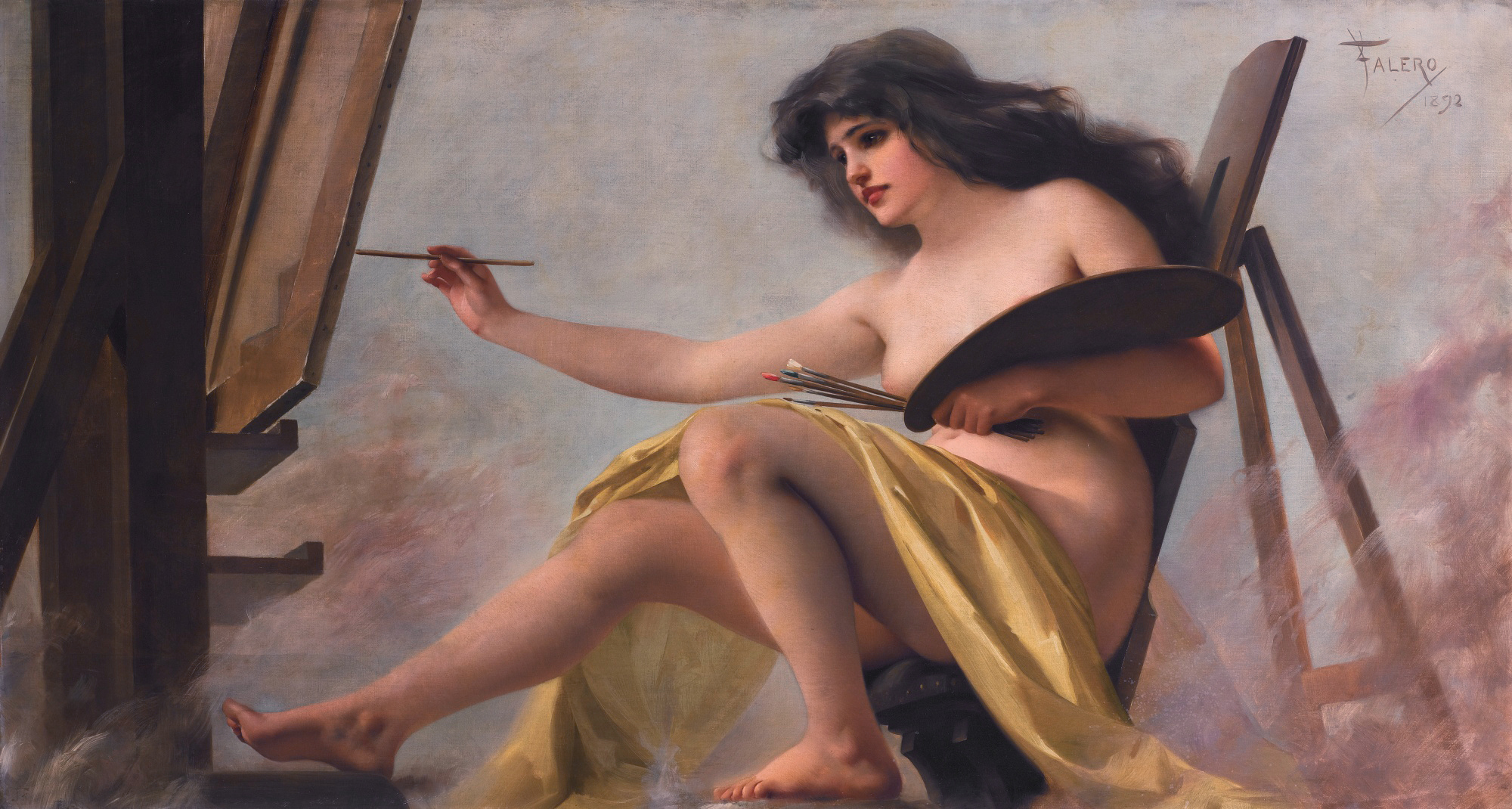
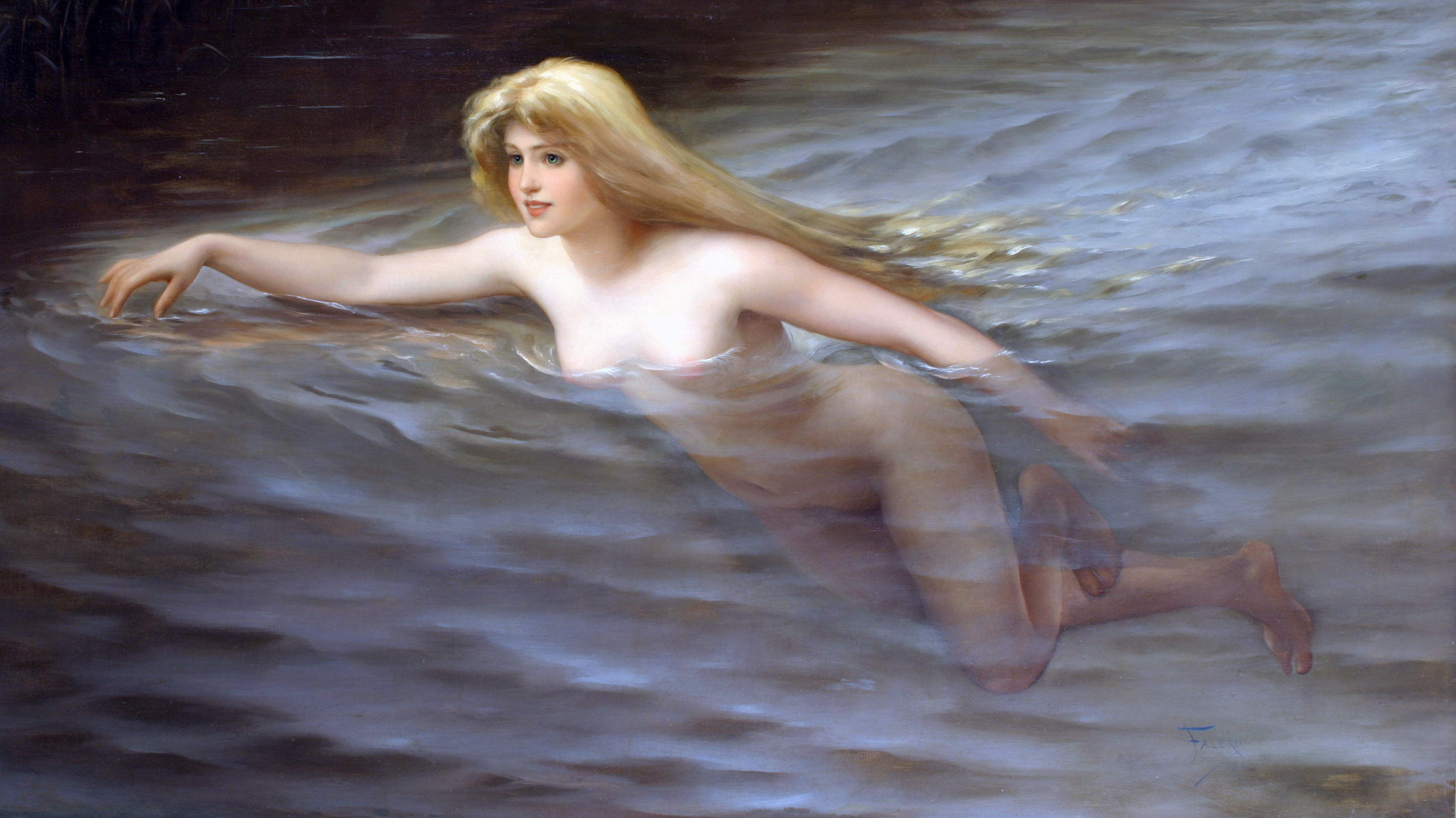
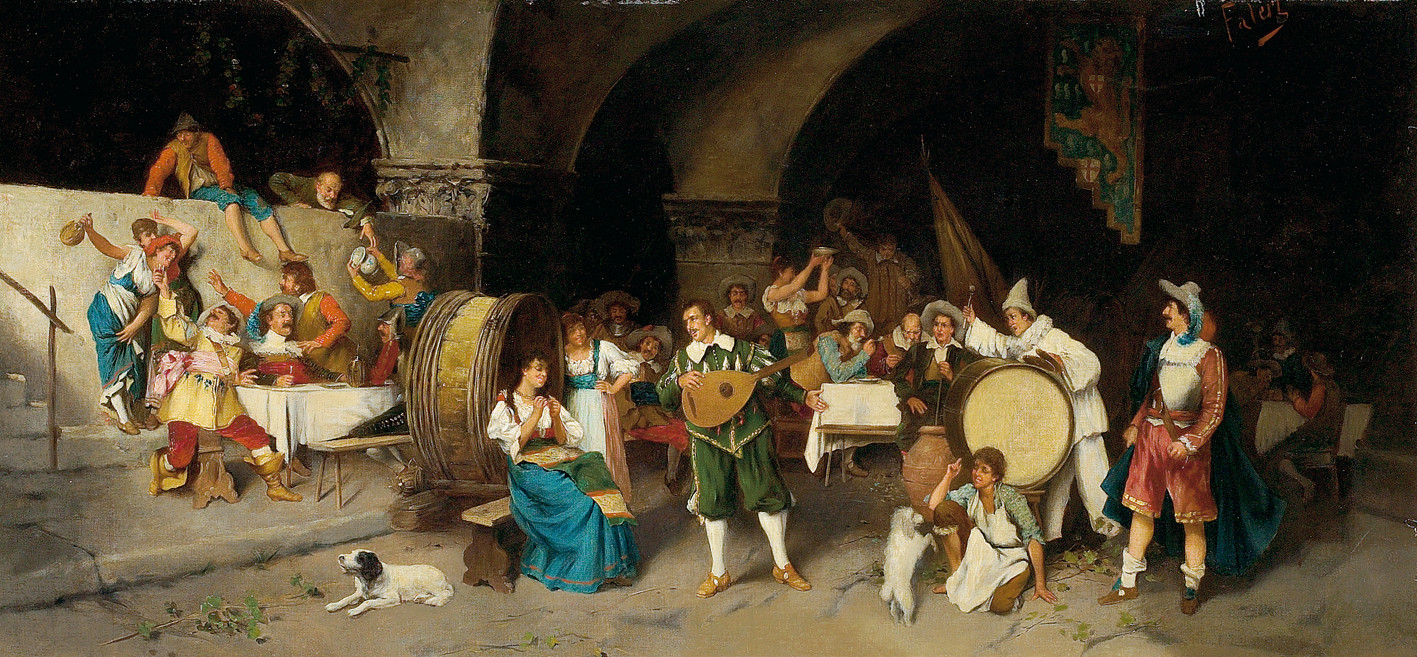
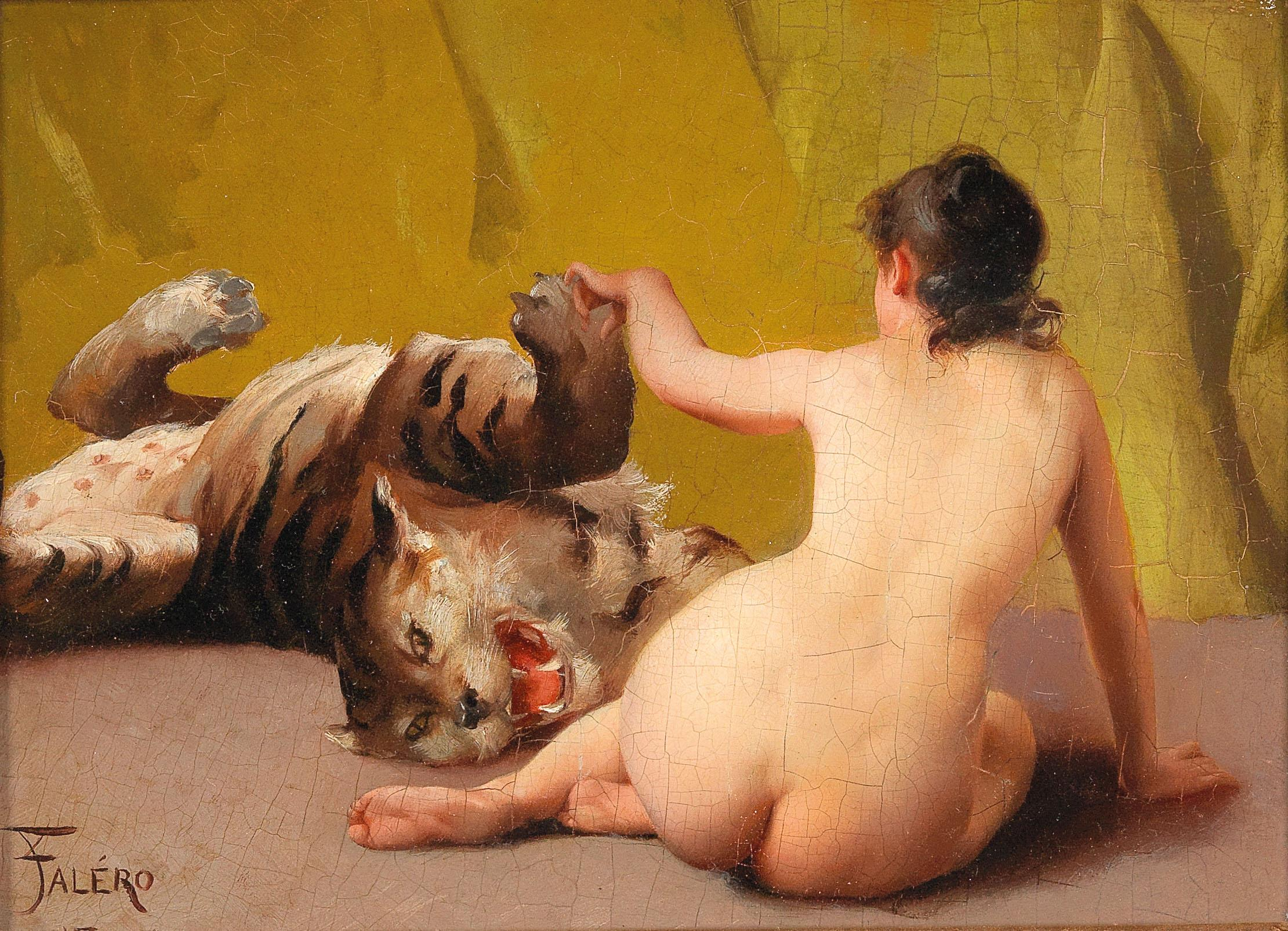
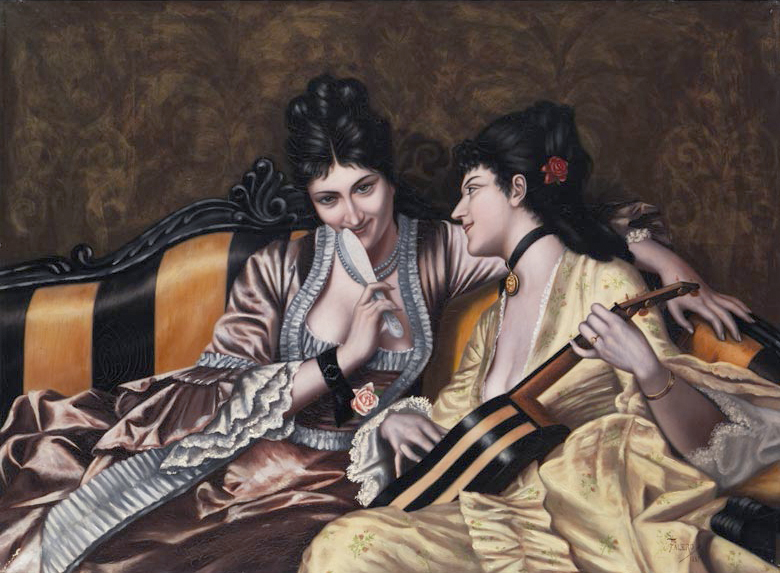
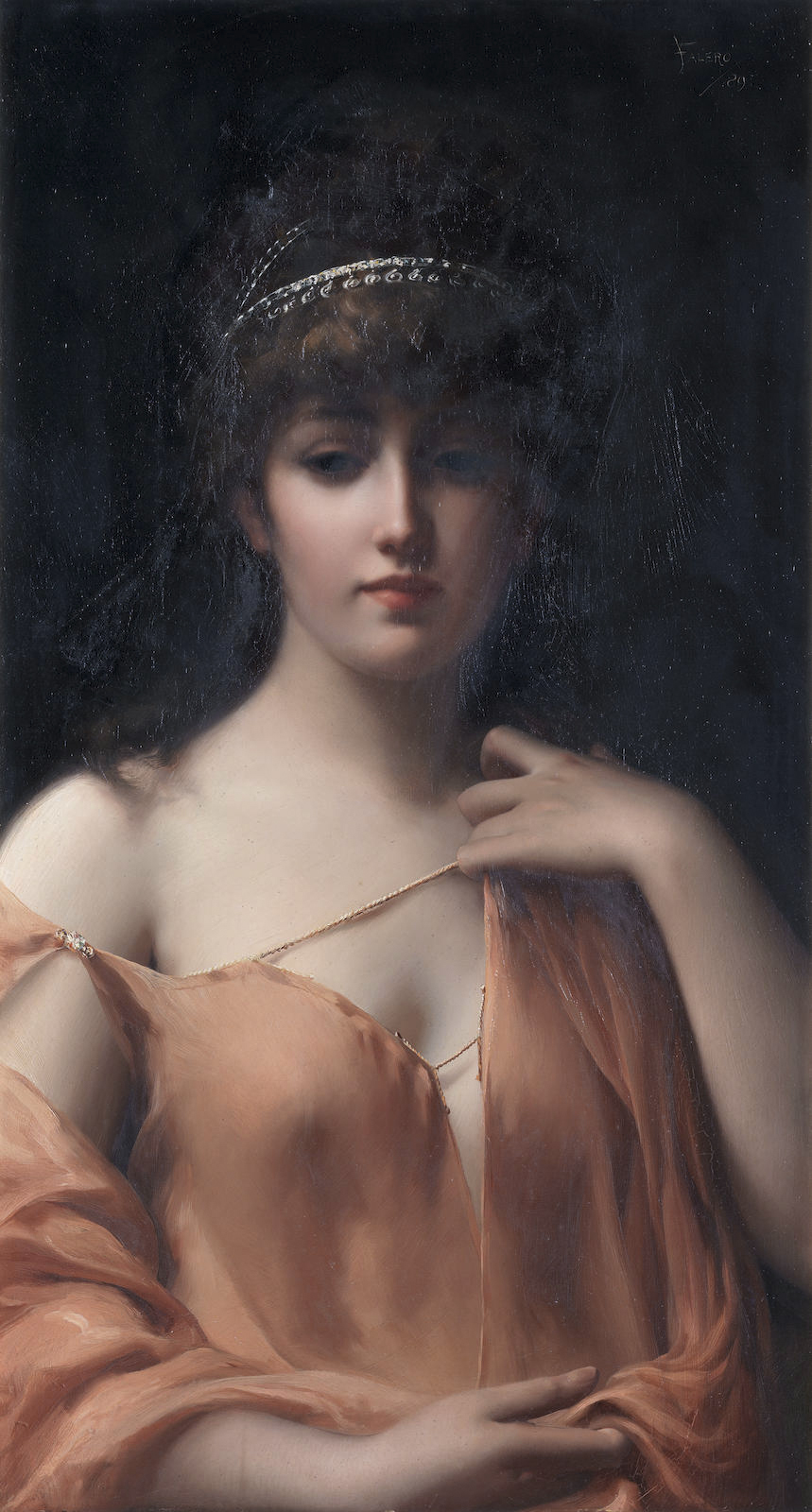

لوحات أستشراقية
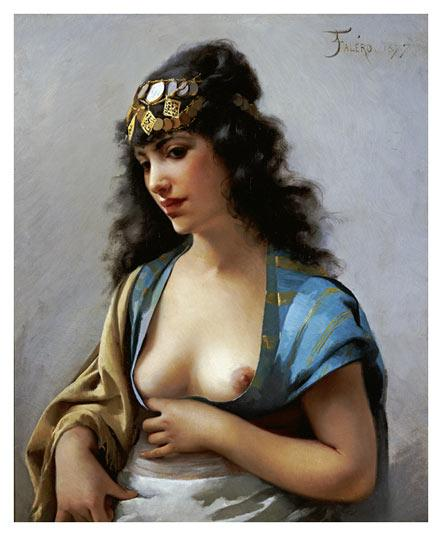
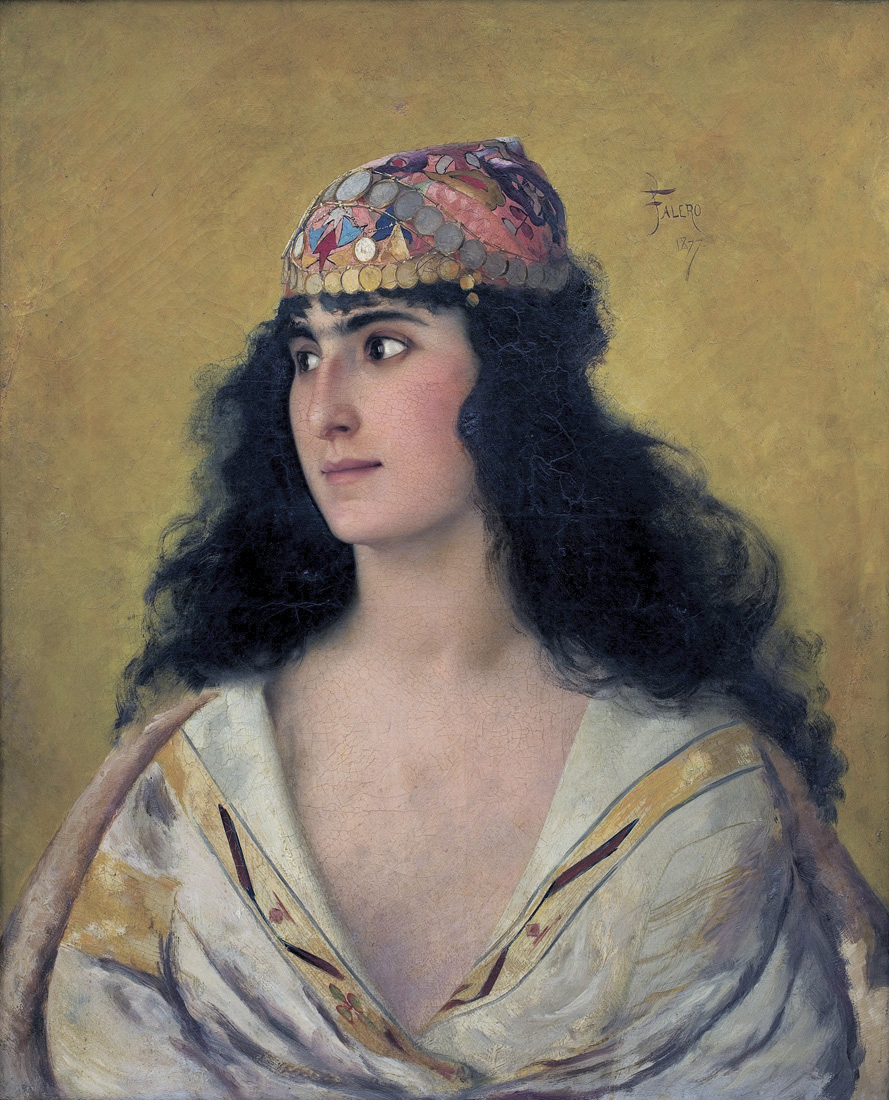
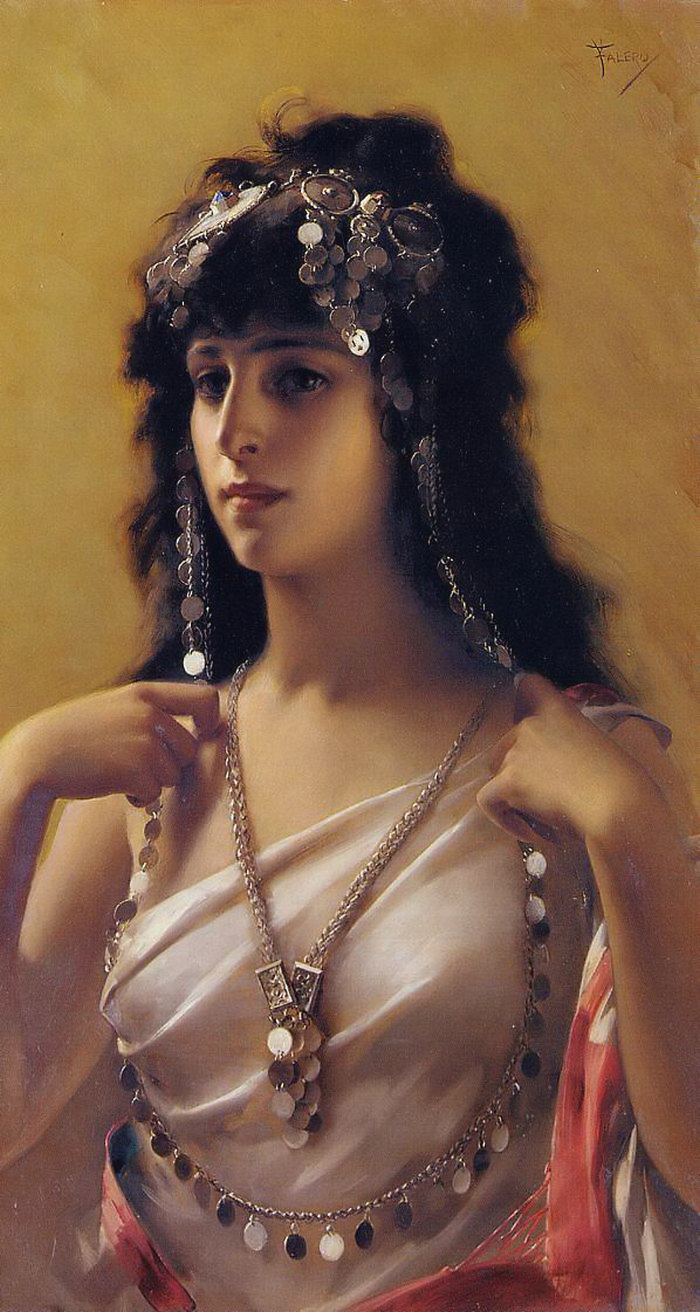
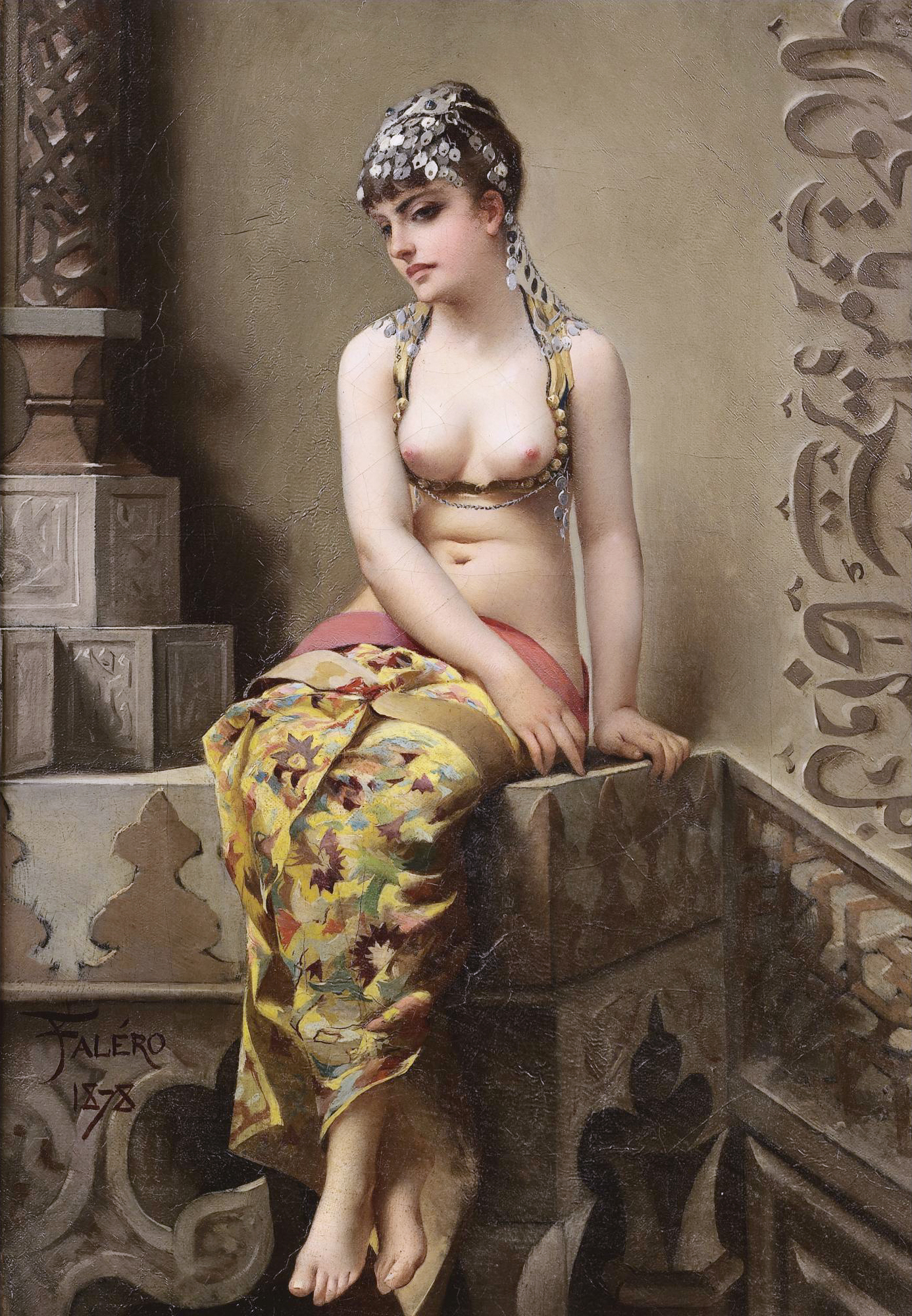
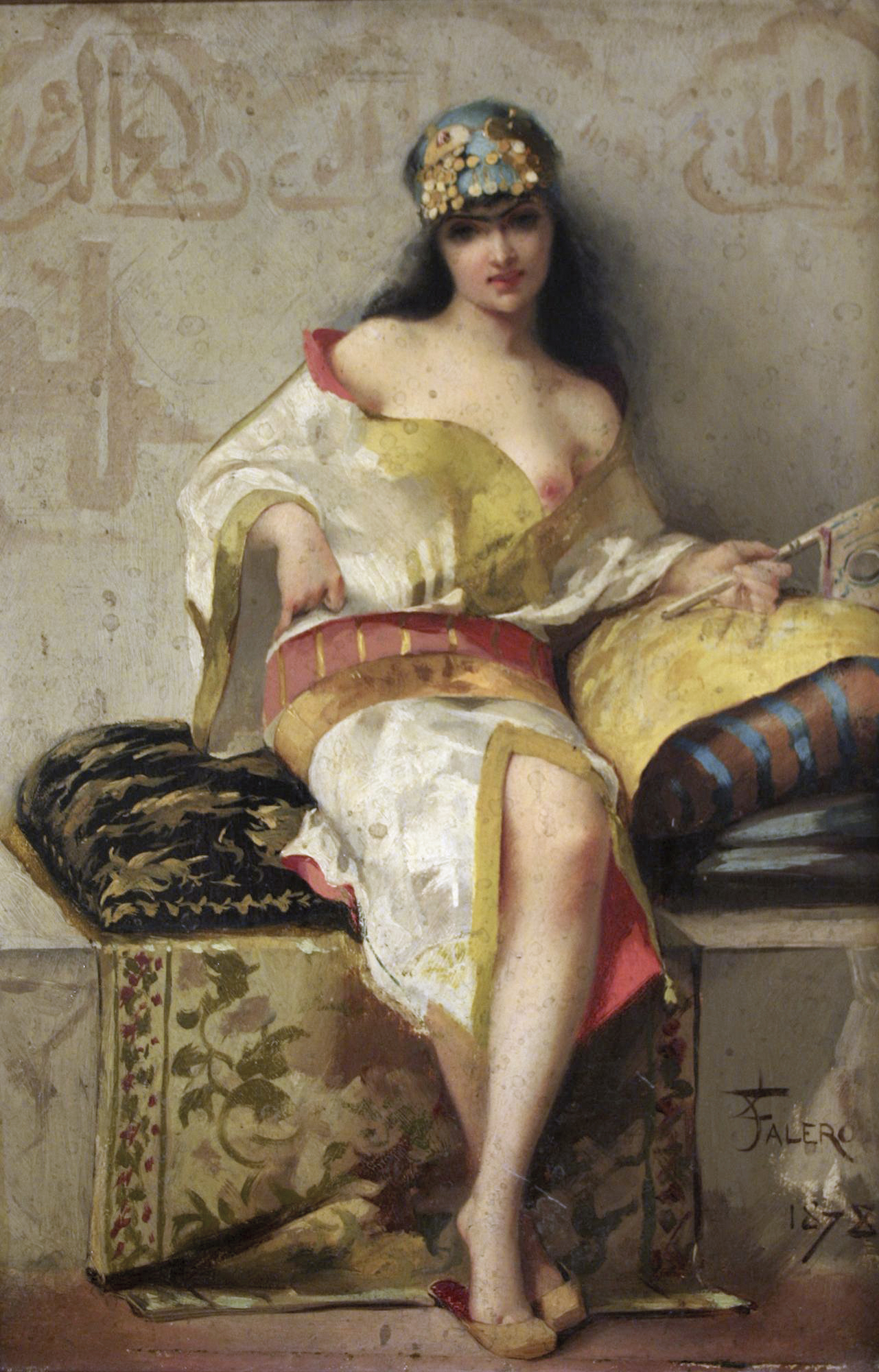
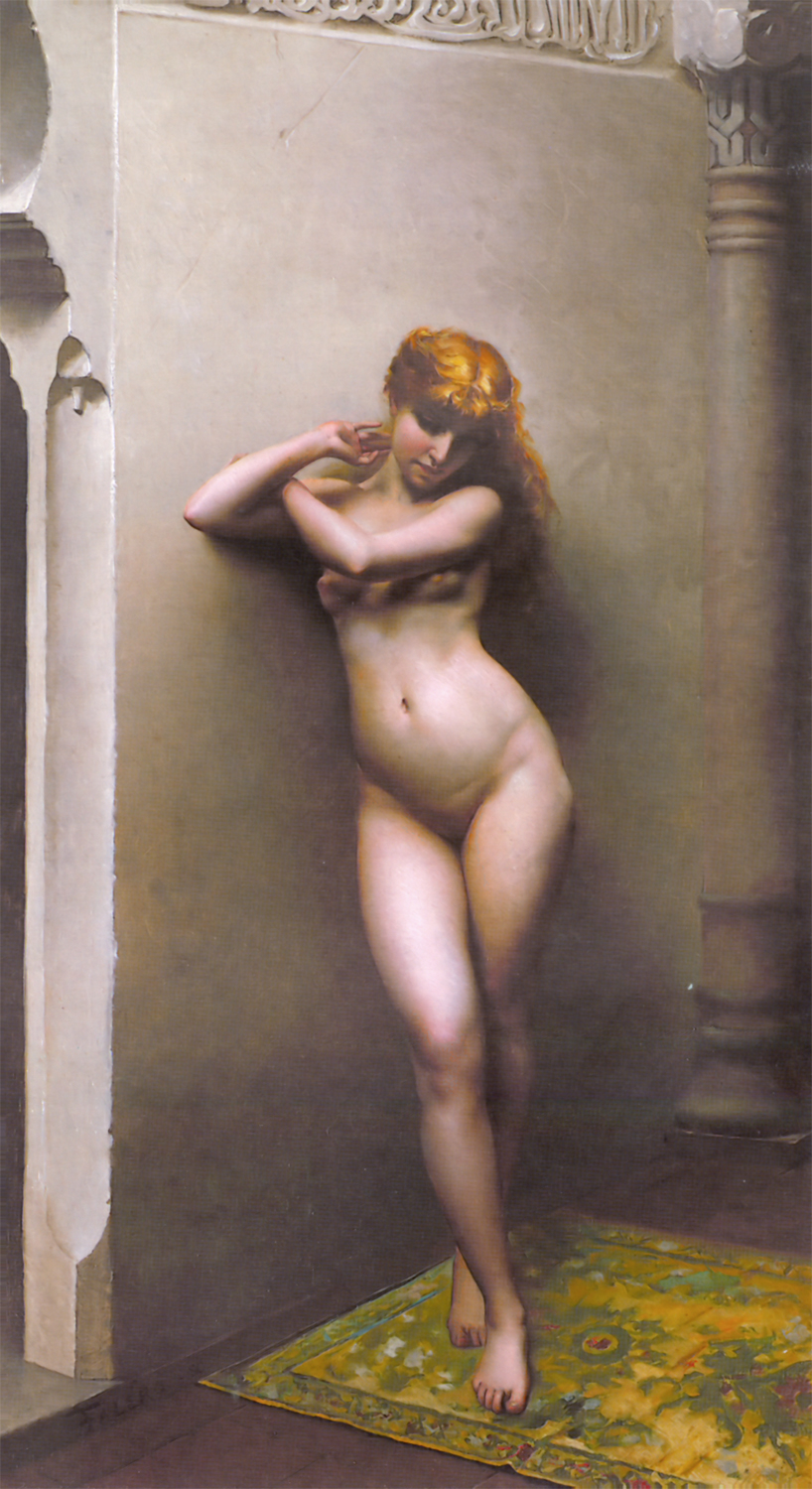
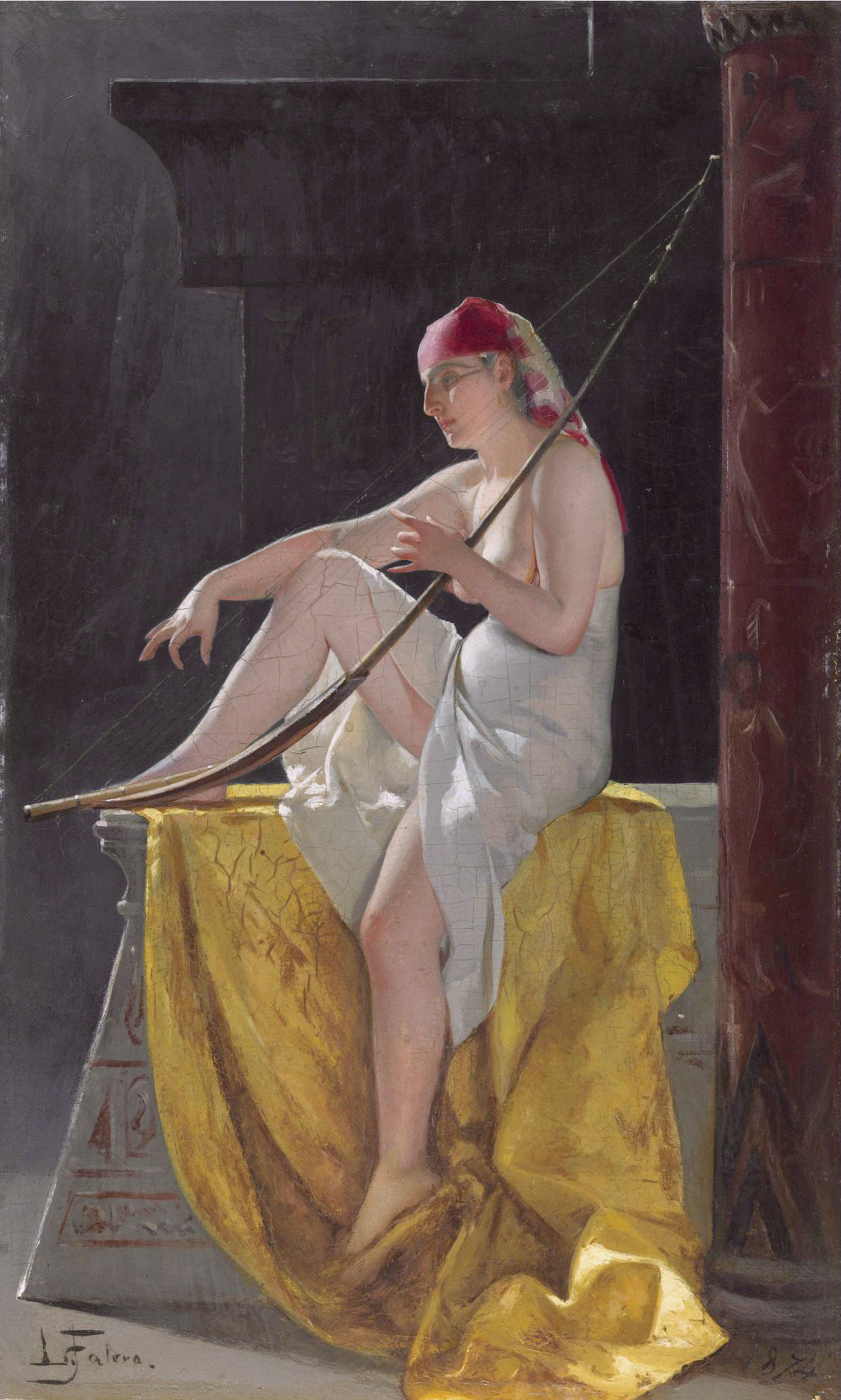
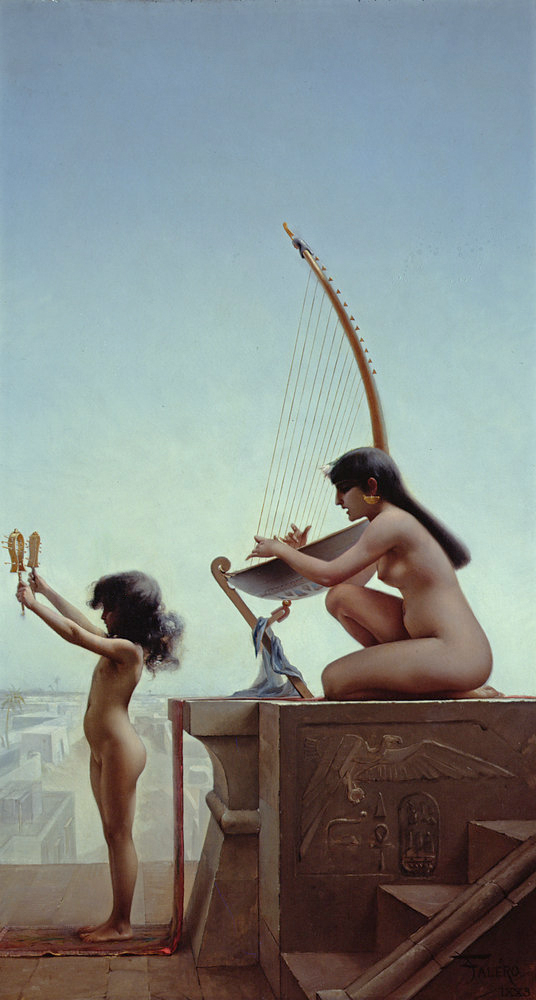
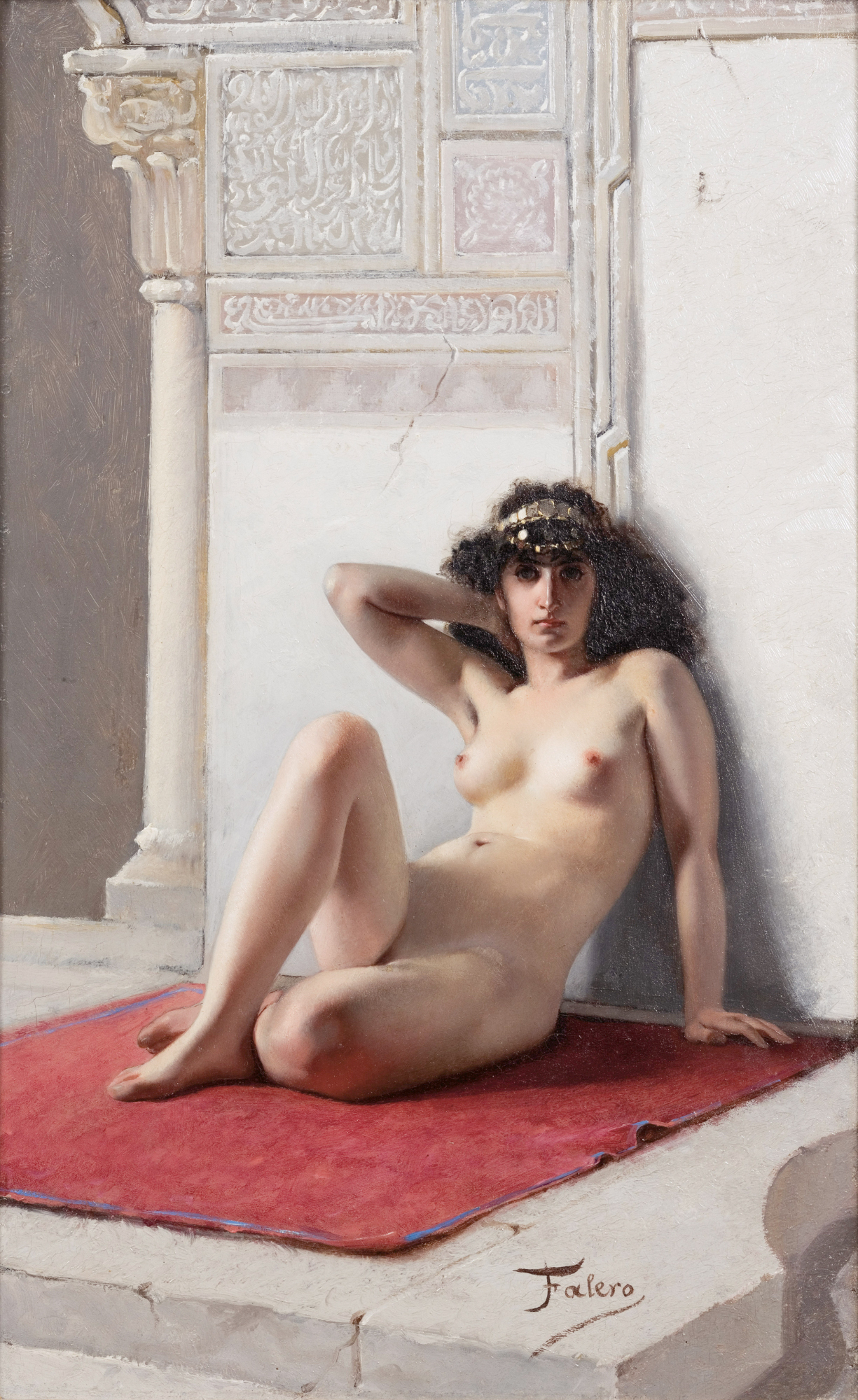
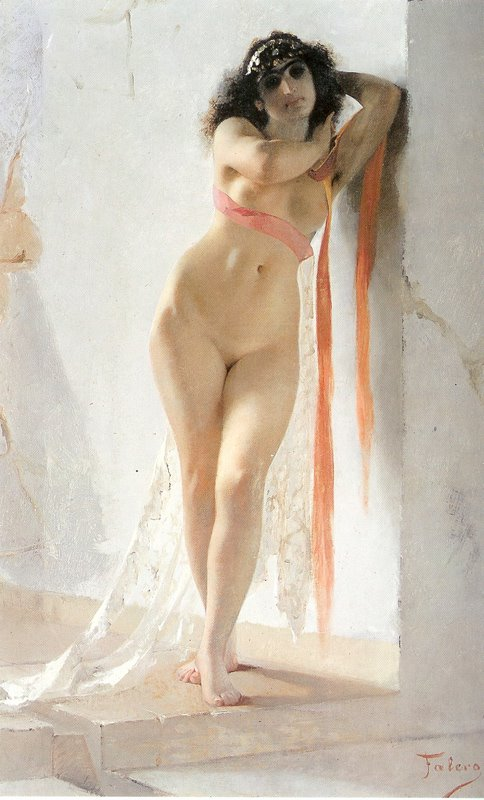
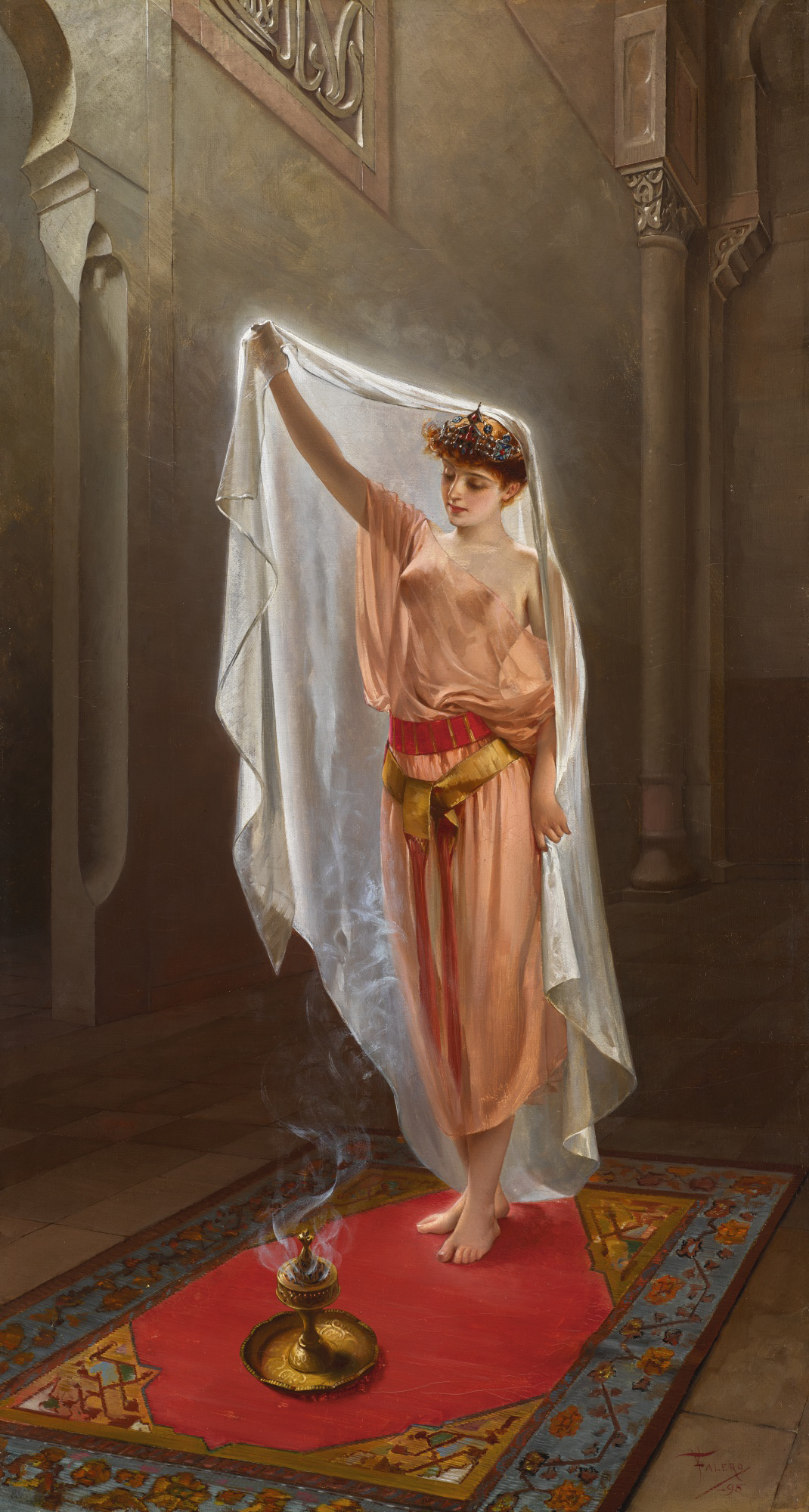
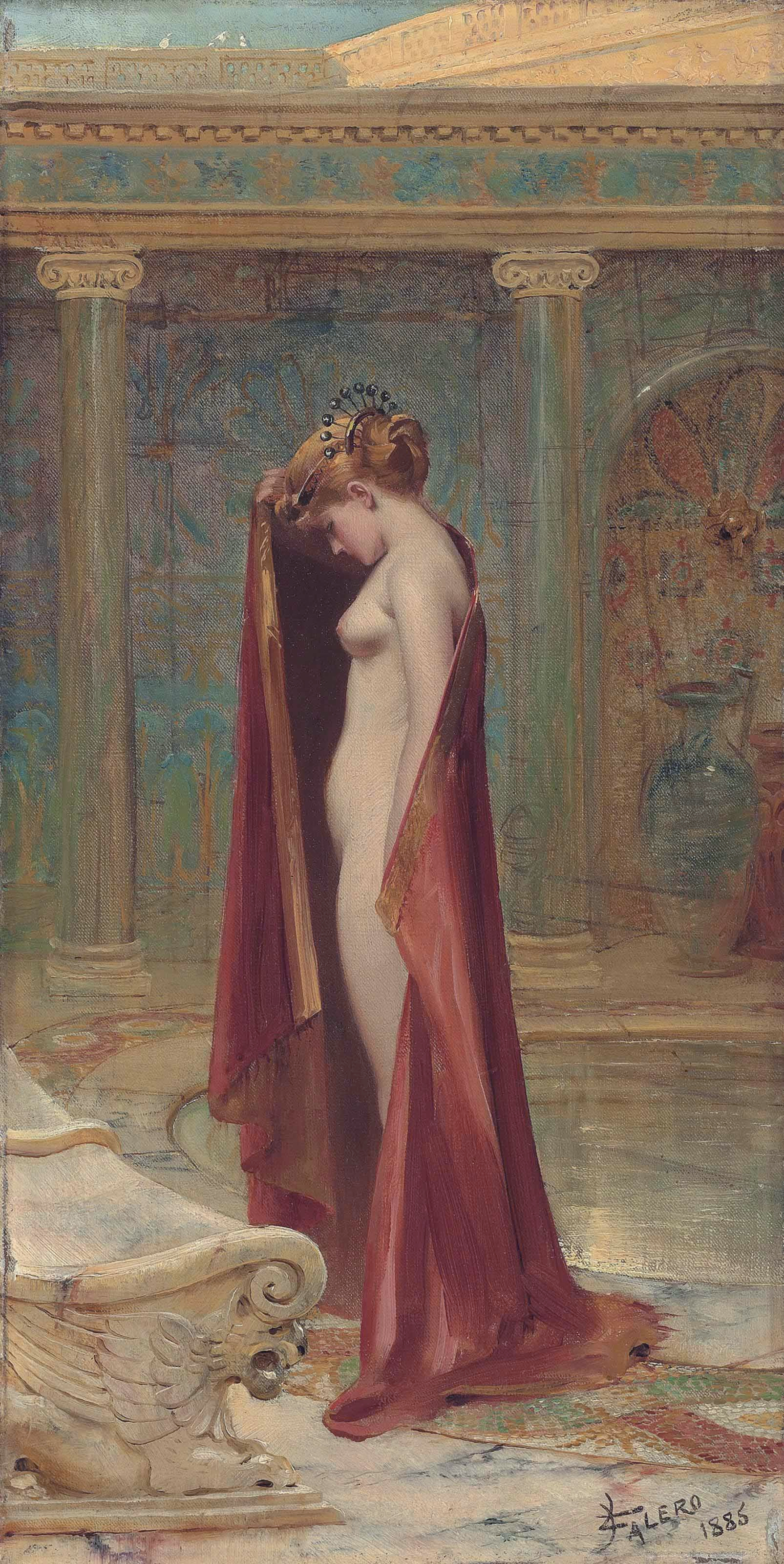

1. 1 2  Fuente (1937). Croce de Guerra al Valor Militare. Bollettino Ufficiale (Ministerio della Guerra). مؤرشف من الأصل في 2021-06-01.
2. 1 2  Luis Ricardo Falero biography at ArtMagick.com نسخة محفوظة 2008-01-30 على موقع واي باك مشين.
3. ↑  Schulman (2014). Painting Modernism. SUNY Press. ص. p. 82. مؤرشف من الأصل في 2021-06-01. {{استشهاد بكتاب}}: |صفحة= يحتوي على نص زائد (مساعدة)
4. 1 2  VV. AA. (1924). Enciclopedia Universal Ilustrada Europeo-Americana. Barcelona: Hijos de J. Espasa Editores. ص. p. 136. مؤرشف من الأصل في 2021-06-01. {{استشهاد بكتاب}}: |صفحة= يحتوي على نص زائد (مساعدة)
5. 1 2 3 4  Dizy Caso, Eduardo (1997). ACR Edition Internationale (المحرر). Les Orientalistes de l'École Espagnole. ص. pp. 96-97. مؤرشف من الأصل في 2014-03-02. {{استشهاد بكتاب}}: |صفحة= يحتوي على نص زائد (مساعدة)
6. ↑  Garriga, Ariel (2013). Una aventura de amor, plegarias y pócimas diabólicas. Buenos Aires: Editorial Dunken. ص. p. 65. مؤرشف من الأصل في 2014-03-02. {{استشهاد بكتاب}}: |صفحة= يحتوي على نص زائد (مساعدة)
7. ↑  Ader Nordman Luis Ricardo Falero Grenade نسخة محفوظة 2018-06-23 على موقع واي باك مشين.
8. ↑  European Orientalists Biography نسخة محفوظة 2009-09-23 على موقع واي باك مشين. from Mezzo-Mondo.com
9. 1 2 3 4 5 6  Fernando Alcolea (2016). "Pintores españoles en Londres (1775-1950). IV. Pintores en el periodo 1866-1900". مؤرشف من الأصل في 2021-06-01.
10. ↑  Fuente (1892). The Strand Picture Exhibition.
11. ↑  Fuente (1894). Annual Exhibition – The Oil Painting. Sheffield Daily Telegraph.
12. ↑  Fuente (1885). A Salon Parisien in London. Glasgow Herald.
13. ↑  Fuente (1888). Our London Correspondant. Glasgow Herald.
14. ↑  Fuente (1893). A Sensational Picture. Western Mail.
15. ↑  Fuente (1893). Interview with Mr. Luis Falero. Western Mail.